# قصبة مولاي إسماعيل
قصبة مولاي إسماعيل هي عبارة عن مجمع قصر شاسع وقصبة (قلعة) بناها السلطان مولاي إسماعيل بن الشريف في مكناس بالمغرب. تُعرف أيضًا، من بين أسماء أخرى، باسم المدينة الإمبراطورية أو قصر مولاي إسماعيل، أو قصبة مكناس. بناها مولاي إسماعيل على مدى عقود عديدة من حكمه بين 1672 و 1727، عندما جعل مكناس عاصمة المغرب، وقد عرفت إضافات في عهد السلاطين اللاحقين.
بالإضافة إلى أهمية مولاي إسماعيل في تاريخ المغرب، كان قصره الإمبراطوري في مكناس بارزًا بسبب حجمه الواسع وبنيته التحتية المعقدة. كانت المنطقة التي تغطيها القصبة أكبر بكثير من مدينة مكناس القديمة نفسها وكانت تعمل كمدينة خاصة بها، مع تحصيناتها الخاصة وإمدادات المياه ومخزون المواد الغذائية والقوات. أطلق المؤرخون عليها فيما بعد لقب «فرساي المغربية». اليوم، اختفت العديد من المباني من عصر مولاي إسماعيل أو أصبحت في حالة خراب، ولكن لا تزال هناك بعض المباني الأثرية البارزة. لا يزال جزء من المنطقة، دار المخزن، قيد الاستخدام كمقر ملكي عرضي لملك المغرب، في حين تم تحويل أقسام أخرى من المجمع إلى وظائف أخرى أو استبدالها بأحياء سكنية عامة.

## تاريخ

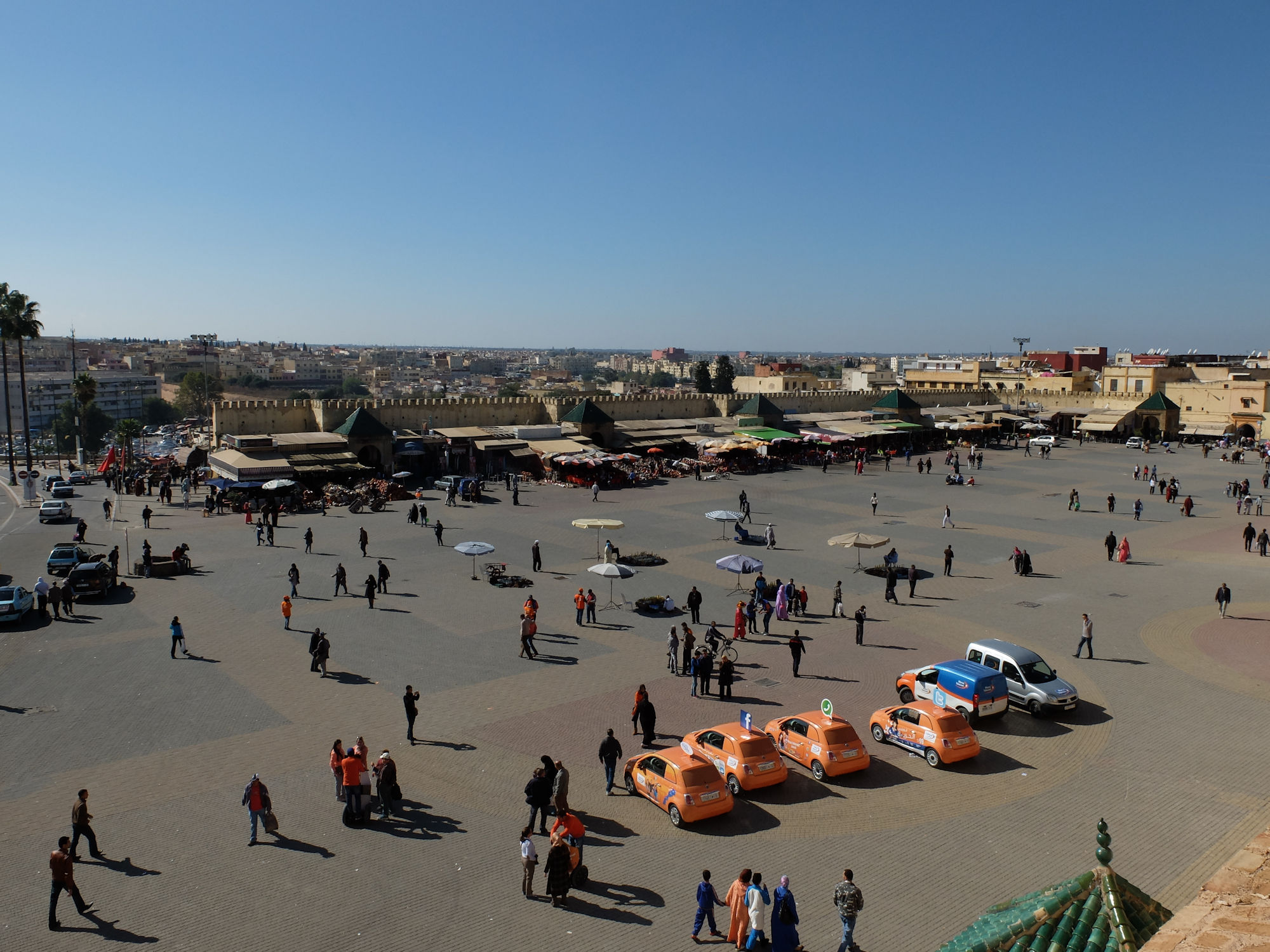
ساحة الهديم اليوم

### السياق التاريخي
تم إنشاء قصبة مكناس لأول مرة في هذا الموقع من قبل السلطان المريني أبو يوسف يعقوب عام 1276 م، في العام نفسه الذي تم فيه بناء قلعة فاس الجديدفي فاس المجاورة كعاصمة جديدة للإمبراطورية المرينية. (على الرغم من أن بعض المصادر تشير أيضًا إلى قصبة كانت موجودة بالقرب من أو في موقع ساحة الهديم منذ العصر المرابطي.) خلال هذه الفترة، كانت مكناس في كثير من الأحيان مقر إقامة الأمراء المرينيين (المعينين هناك كولاة) وخاصة الوزراء.:55 كما تم إنشاء مسجد القصبة (فيما بعد مسجد لالة عودة) وتم بناؤه لأول مرة في عام 1276. بعد نهاية العصر المريني، عانت مكناس من الإهمال حيث ركّز السعديون (القرن السادس عشر وأوائل القرن السابع عشر) اهتمامهم على عاصمتهم في مراكش.

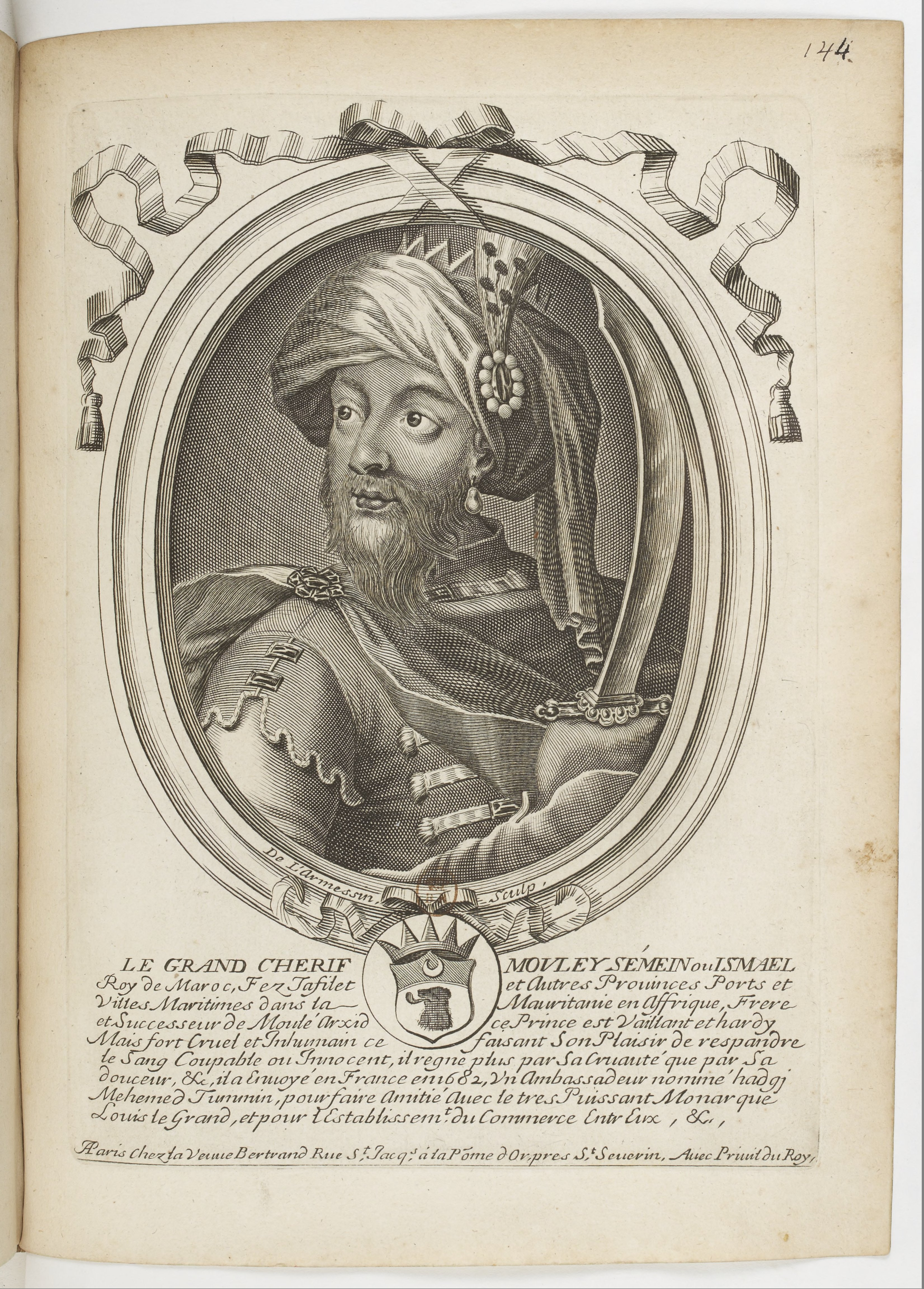
صورة لمولاي إسماعيل في مخطوطة فرنسية من عام 1690

لم يكن هناك اهتمام متجدد بمكناس حتى فترة العلويين في النصف الثاني من القرن السابع عشر. تحت حكم مولاي الرشيد (1666-1672)، أول سلطان علوي يوحد المغرب تحت حكمه، أصبحت فاس العاصمة مرة أخرى وشقيقه مولاي إسماعيل بن شريف حكم مكناس. عند وفاة الرشيد عام 1672، أصبح مولاي إسماعيل سلطانًا واختار مكناس عاصمة له. كسلطان، كان حكم إسماعيل الذي استمر 55 عامًا من أطول فترات الحكم في تاريخ المغرب. وقد ميز نفسه كحاكم يرغب في إقامة دولة مغربية موحدة باعتبارها السلطة المطلقة في الأرض، مستقلة عن أي مجموعة معينة داخل المغرب - على عكس السلالات السابقة التي اعتمدت على قبائل أو مناطق معينة كأساس لسلطتها.:230 وقد نجح جزئياً في إنشاء جيش جديد مؤلف من العبيد السود (جيش عبيد البخاري) من إفريقيا جنوب الصحراء (أو أحفاد العبيد الذين تم استيرادهم سابقاً)، وكثير منهم من المسلمين، الذين كان ولائهم له وحده. كان إسماعيل نفسه نصف أسود، وكانت والدته عبدة سوداء.:231 كما قاد باستمرار حملات عسكرية ضد المتمردين والمنافسين والمواقع الأوروبية على طول الساحل المغربي. في الممارسة العملية، كان لا يزال يتعين عليه الاعتماد على مجموعات مختلفة للسيطرة على المناطق النائية، لكنه مع ذلك نجح في استعادة العديد من المدن الساحلية التي احتلتها إنجلترا وإسبانيا وتمكن من فرض النظام والضرائب الثقيلة في جميع أنحاء أراضيه. وضع حدًا نهائيًا للمحاولات العثمانية لكسب النفوذ في المغرب وأسس المغرب على أسس دبلوماسية أكثر مساواة مع القوى الأوروبية جزئيًا من خلال إجبارهم على فدية الأسرى المسيحيين في بلاطه. تم القبض على هؤلاء المسيحيين في الغالب من قبل أساطيل القراصنة المغربية التي رعاها بشدة كوسيلة للإيرادات والحرب. في الأسر، غالبًا ما كان السجناء يُجبرون على العمل في مشاريع البناء الخاصة به. كل هذه الأنشطة والسياسات منحته سمعة القسوة بين الكتاب الأوروبيين وسمعة متباينة بين المؤرخين المغاربة أيضًا، على الرغم من أنه يُنسب إليه الفضل في توحيد المغرب تحت قيادة قوية (توصف بالقاسية).:230–237:225–230
بالإضافة إلى أي ارتباط بالمدينة كان قد اكتسبها سابقًا كحاكم لها هناك عدد من الأسباب التي دفعت إسماعيل لاختيار مكناس عاصمة له.:129 ربما كان أحدها حقيقة أن إسماعيل اضطر إلى القتال بقوة لاستعادة فاس ومراكش من ابن أخيه المنافس (أحمد المحرزي، ابن مولاي الرشيد) خلال السنوات الأولى من حكمه، مما جعله يشكك في كلتا المدينتين كمراكز قوة محتملة.:467–468 علاوة على ذلك، كان مولاي الرشيد بتحصين الكثير من فاس بوحداته الخاصة من تافيلالت وشرق المغرب بينما كان مولاي إسماعيل يشكل أفواجه الملكية الشخصية المكونة من العبيد السود، وربما كانت هناك مخاوف من عدم إمكانية تجميع كل هذه الوحدات في وقت واحد بفاس. كما كان علماء فاس (علماء الدين) رافضين بشكل خاص لأساليبه، بما في ذلك استخدامه للعبيد (وكثير منهم من أصول إسلامية)، وحافظوا على علاقات متوترة معه طوال فترة حكمه. وبالتالي، فإن اختيار مكناس أبعده عن نفوذ النخب التقليدية وسمح له ببناء قاعدة جديدة كان يأمل في ممارسة السلطة المطلقة منها. قد يكون تهديد الهجمات العثمانية من الشرق (من الجزائر) وانعدام الأمن المتزايد في وسط المغرب بسبب الهجرات القبلية من مناطق الأطلس والصحراء قد أقنع إسماعيل أيضًا بأن مكناس، الواقعة في أقصى الغرب، كانت أكثر قابلية للدفاع من فاس.:234:129, 138

### البناء في عهد مولاي إسماعيل (1672-1727)

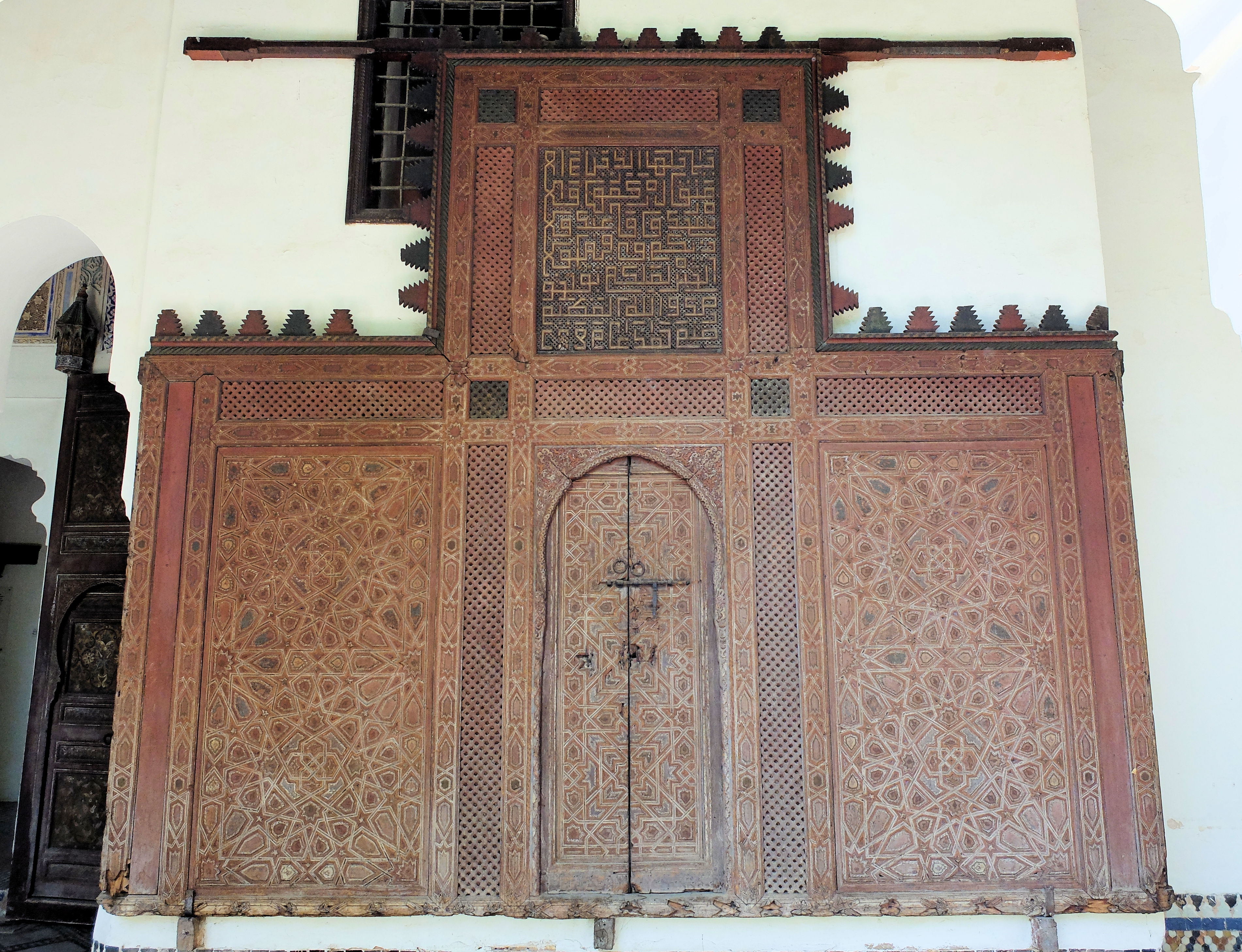
مقصورة مسجد لالة عودة تعود إلى زمن مولاي إسماعيل (معروضة الآن في قصر دار الجامعي في مكناس)

مهما كانت الأسباب، جعل إسماعيل مكناس مركز المغرب في وقته واستمر البناء في مدينة القصر الضخمة الجديدة طوال 55 عامًا من حكمه. بدأ العمل في مجمع القصر الواسع بمجرد وصوله إلى العرش عام 1672. هُدمت المباني القائمة التي تعود إلى قصبة القرون الوسطى السابقة للمدينة لإفساح المجال لإقامة ساحة الهديم، الساحة العامة الكبيرة أمام القصبة اليوم، وكلمة «الهديم» جاءت من كتل الأنقاض والحطام التي تراكمت هناك أثناء الهدم. سمح هذا الإخلاء للسلطان أيضًا بترك منطقة عازلة فارغة بين أسوار القصبة والمدينة، مما جعلها أكثر قابلية للدفاع عنها. وفي عهد مولاي إسماعيل، تم نقل السكان اليهود في المدينة إلى الملاح الجديد أو منطقة يهودية إلى الغرب، بالقرب من القصبة، على غرار ملاح فاس ومراكش.:234 كما قام مولاي إسماعيل بأعمال في جميع أنحاء المدينة القديمة أيضًا من خلال تجديد المساجد، وتدعيم الأسوار، وبناء بوابات جديدة للمدينة (على سبيل المثال: باب بردعين وباب الخميس).
تم تنفيذ العمل من قبل العمال بأجر وكذلك من قبل مجموعات من العبيد، وخاصة السجناء المسيحيين. تقديرات العدد الإجمالي للعمال المعنيين تتراوح بين 25000 و 55000. ومع ذلك، فإن القصص التي تُروى مرارًا وتكرارًا عن عشرات الآلاف من العبيد المسيحيين الذين استخدموا في العمل والأبراج المحصنة الكبيرة تحت الأرض حيث احتُجزوا فيها مبالغ فيها إلى حد ما، وهي مستقاة من روايات السفراء الأوروبيين الذين زاروا محكمة إسماعيل (غالبًا للتفاوض على إطلاق سراح سجناء من بلدانهم). في الواقع، كان عدد العبيد المسيحيين أقرب إلى بضعة آلاف على الأكثر، وكانت الغرف المعروفة باسم «السجون» في الواقع غرف تخزين للحبوب والإمدادات.:106:267 تستشهد ماريان باروكان، في دراستها لمشاريع البناء لمولاي إسماعيل، بأبحاث سابقة تقدر عدد العبيد المسيحيين في النصف الأول من حكم إسماعيل بين 550 و 650، وحوالي 800 عام 1708.:122
كان المكون الأول الذي تم بناؤه هو الدار الكبيرة، القصر الخاص للسلطان وعائلته، ويقع في موقع القصبة السابقة للمدينة. انتهى عام 1679.:266 مسجد القصبة الرئيسي، المعروف الآن باسم مسجد لالة عودة، تم تجديده أو إعادة بنائه، ربما حوالي عام 1677. اختار مولاي إسماعيل قبر قريب لوليّ محلي، عبد الرحمان المجذوب، كموقع لضريح جديد أسسه لنفسه. تم إضافة أو توسيع مبانٍ جديدة للقصبة طوال فترة حكمه. كان أحد آخر المباني قبل وفاته، والذي تم تشييده بين عامي 1721 و 1725، هو قصر هيري المنصور، وهو قصر يقع في أقصى الطرف الجنوبي من القصبة (لا يزال محفوظًا جزئيًا حتى اليوم) والذي تضمن إسطبلات شاسعة. تم الانتهاء من بناء البوابة الضخمة المعروفة باسم باب المنصور لعلج (أو باب منصور)، والتي لا تزال محفوظة اليوم وتطل على ساحة الهديم، في عام 1732 على يد ابنه مولاي عبد الله. أجرى ابنه الآخر وخليفته، مولاي أحمد الذهبي، تعديلات على ضريح إسماعيل خلال فترتي حكمه (1727-1728 و1728-1729) ودُفن هناك عام 1729.

### بعد مولاي إسماعيل

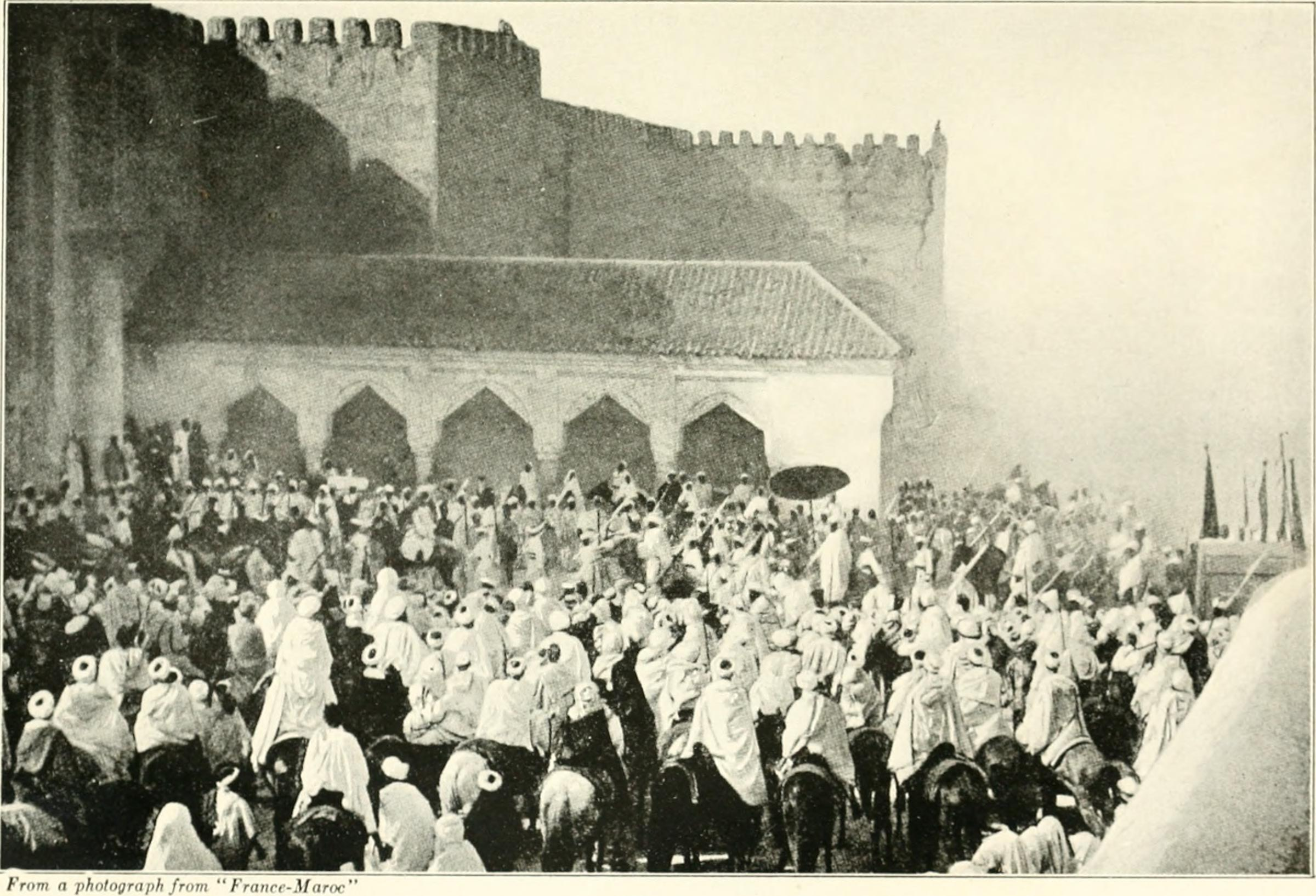
أُقيم حفل ملكي أمام باب منصور في عام 1920، مع ظهور لوجيا مولاي عبد الرحمن من القرن التاسع عشر في الخلف.

بعد وفاة مولاي إسماعيل، تدهور الوضع السياسي في المغرب إلى فوضى نسبية. أبنائه قاتلوا بعضهم البعض على السلطة وأصبح جيشه السابق «عبيد البخاري» القوة المهيمنة في الدولة، والحاكم الفعلي وراء العرش. فقدت مكناس مكانتها كعاصمة وتعرضت لأضرار في زلزال 1755. تم إهمال المدينة وأصبحت أجزاء كثيرة من القصبة الإمبراطورية الهائلة في حالة سيئة. تلقى الموقع اهتمامًا ملكيًا عرضيًا فقط في القرون التالية. أضاف السلطان محمد بن عبد الله، الذي حكم بين عامي 1757 و 1790، قصر الدار البيضاء في حديقة أكدال إلى الجنوب الشرقي من مجمع القصر الرئيسي، والذي تحول فيما بعد إلى الأكاديمية الملكية العسكرية. كما شيد مسجد الأروى في الجزء الجنوبي من القصبة (ليس بعيدًا عن حي المنصور)، وهو أكبر مسجد في مكناس.:391 لكن الدار الكبيرة هُجرت وتحولت تدريجياً إلى حي سكني حيث شيد السكان منازلهم داخل وبين مباني القصر السابقة في زمن إسماعيل. في أوائل القرن التاسع عشر، أضاف السلطان مولاي عبد الرحمن مبنى لوجيا أمام باب المنصور كان بمثابة مكان اجتماع للاحتفالات ومحكمة الحاكم، على الرغم من إزالة هذا المبنى لاحقًا.
واليوم، لا يزال جزء من القصبة، دار المخزن، يستخدم من قبل ملك المغرب وهو محظور على العامّة. مواقع أخرى، مثل ضريح مولاي إسماعيل وحي السواني، مفتوحة كمواقع دينية أو مناطق جذب سياحي.

## التصميم والتخطيط

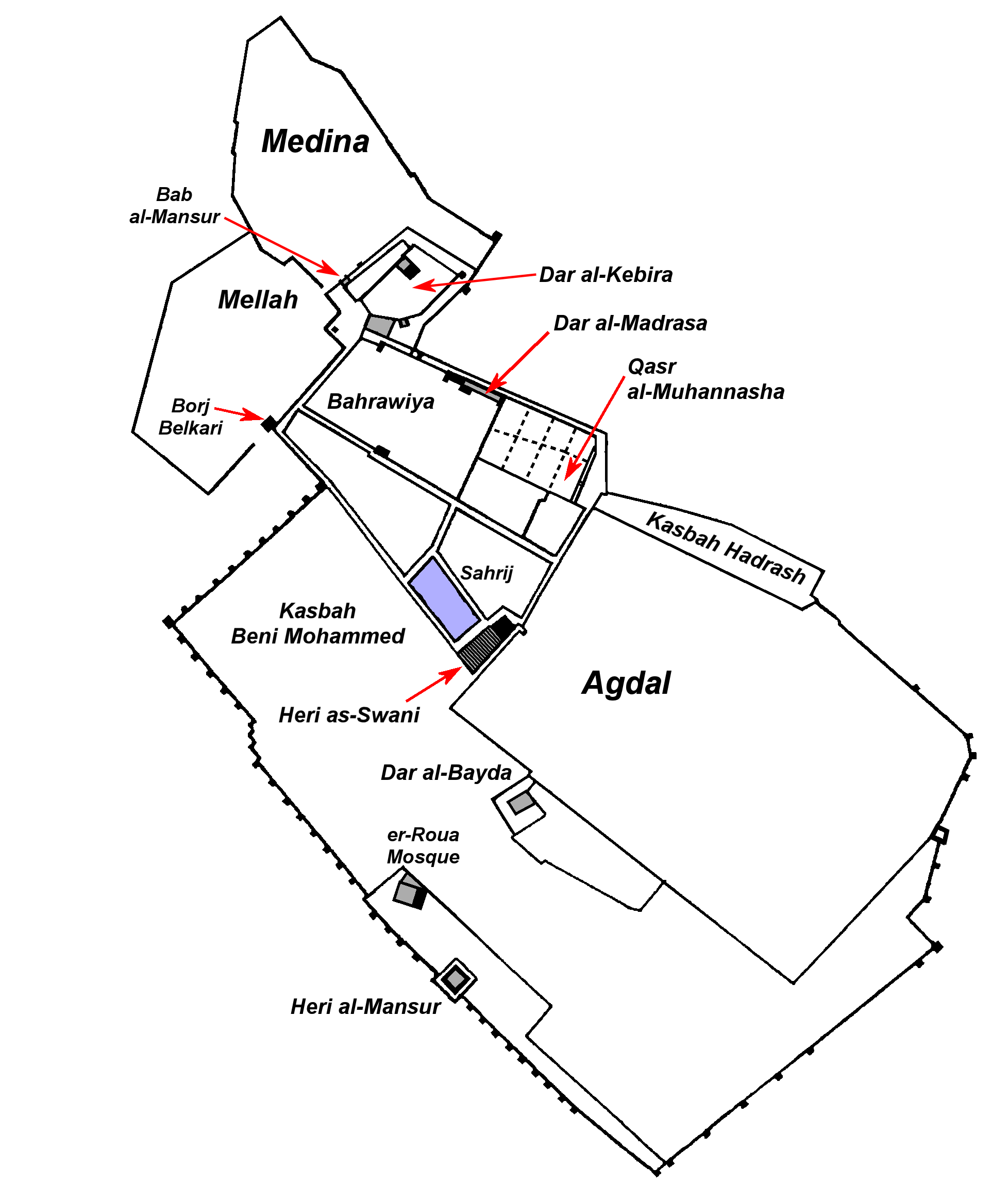
خريطة قصبة مولاي إسماعيل المتعلقة بالمدينة القديمة، مع الإشارة إلى المناطق البارزة

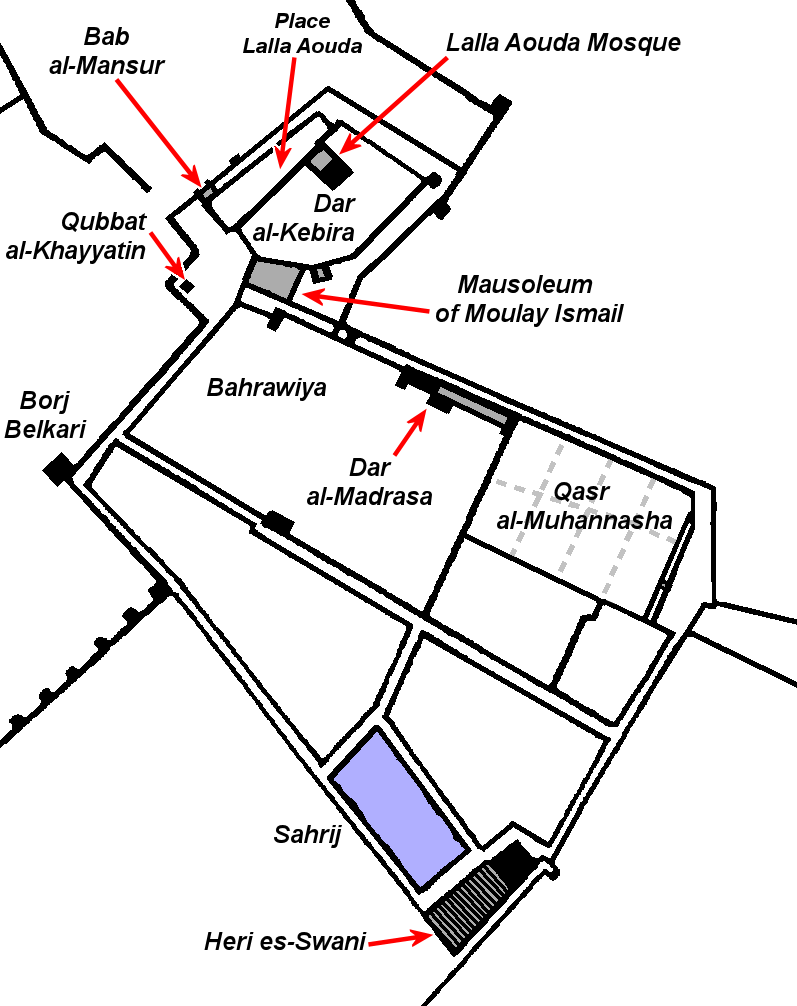
المعالم والمناطق المحيطة بالدار الكبيرة والقصور الرئيسية

### التصميم العام والهندسة المعمارية
تُغطّي قصبة مولاي إسماعيل مساحة شاسعة شبه رباعية الأضلاع محاطة بدائرة من الجدران يبلغ طولها 7 كيلومترات. يوجد داخل هذه المنطقة العديد من الأسوار المحاطة بالأسوار التي تحتوي على قصور مستقلة خاصة بها، بينما يوجد عدد من مباني القصور المنفصلة والمباني الوظيفية خارجها. جزء كبير من القصبة، وخاصة مناطقها الجنوبية والشرقية، كانت تشغلها الحدائق والحقول وأماكن التدريب. كان اثنان من القصبات أو السور النائية جزءًا من القصبة الأكبر وتحتلها الأحياء السكنية اليوم: قصبة بني محمد وقصبة هدراش.
كانت المواد الرئيسية المستخدمة في البناء عبارة عن تربة مدكوكة والطوب، والتي صنعت معظم الجدران منها، وكذلك الرخام والقصارة والبلاط المستخدم في الزخرفة. تم نهب الرواسب الرومانية القديمة والسعدية الحديثة (خاصة الرخام) من مواقع أخرى في المغرب أينما كان ذلك متاحًا (مثل وليلي وقصر البديع) وأعيد استخدامها للقصور.:193 تتوافق الزخارف المعروضة مع التقاليد الفنية الحالية للعمارة المغربية، والتي كانت قد اندمجت في هذه المرحلة مع العمارة الأندلسية (المغاربية) السابقة.
يعكس التصميم العام للمباني ترتيبًا شوهد في القصبة الملكية في مراكش وقصور أخرى تعود إلى العصر الإسلامي في المنطقة الأوسع، حيث تم تشكيل مجموعة متنوعة من الحدائق والأجنحة والشقق المغلقة في العديد من القصور المستقلة، كاملة مع وسائل الراحة والبنية التحتية الخاصة بهم الموجودة بشكل منفصل بالتزامن في جميع أنحاء الموقع. يشبه قصر المحنشة تشابهًا خاصًا في الترتيب المكاني لقصر البديع في مراكش في العصر السعدي. ومع ذلك، كانت قصبة إسماعيل على نطاق أكبر من أي وقت مضى. حسب بعض التقديرات، فهي تغطي مساحة أكبر بأربعة أضعاف من مدينة مكناس القديمة نفسها. كما تتميز الهندسة المعمارية في عهد مولاي إسماعيل في مكناس بحجمها. حجم المشروع وطموحه دفع المؤرخين إلى تسميته بـ «فرساي المغرب». تحتوي القصبة أيضًا على قدر كبير من المساحات الفارغة أو المفتوحة مقارنة بالنسيج العمراني الكثيف للمدينة القديمة. كما حافظ هذا التباين مع تقليد عزل السلطان وعائلته عن ضجيج وحشود المدينة الشعبية، وهو اتجاه ظاهر في المنطقة منذ العصر الإسلامي المبكر بأمثلة مثل مدينة الزهراء.:192

### البنية التحتية
يتميز مجمع القصر أيضًا ببنيته التحتية المتطورة للغاية. كانت إمدادات المياه الخاصة به متطورة بشكل خاص في ذلك الوقت، حيث استفادت من نسخة مبكرة من السباكة الداخلية التي توزع المياه على المباني في جميع أنحاء القصبة عبر القنوات وأنابيب الطين النضيج تحت الأرض. تم سحب هذه المياه مباشرة من الجدول الجليدي في ما يسمى ببيت النواعير العشر (أو دار الماء) باستخدام نظام هيدروليكي ميكانيكي من دلاء مقيدة بالسلاسل تدور بواسطة عجلة. يعتبر نظام الإمداد بالمياه والسباكة تحت الأرض قبل قرن من الزمان من البنية التحتية الموجودة في القصور والمباني الأوروبية المعاصرة.:194
بالإضافة إلى هذه البنية التحتية المدنية، يبدو أن تصميم القصبة يركز على التحصينات الوقائية - حتى وفقًا لمعايير القلاع الملكية السابقة. وكانت جدرانه الدفاعية الخارجية (بنيت في التربة المدكوكة) بسمك مذهل يبلغ 7 أمتار وكانت زواياها أو أركانها محصنة عادةً بزوايا محصنة (مثل برج بلقاري). بالقرب من المدينة القديمة على وجه الخصوص، كانت القصبة وقصورها محمية بخطين أو أكثر من الجدران الدفاعية. تربط الطرق والجسور أيضًا كل منطقة، مما يسمح بتحرك أسهل للقوات. صُممت العديد من مخازن الحبوب الضخمة ومرافق تخزين المواد الغذائية (مثل هري السواني وما يسمى بحبس قارا) والإمدادات أيضًا للسماح لسكان القصبة بالبقاء على قيد الحياة بعد حصار طويل، حيث ادعى مولاي إسماعيل أن قلعته يمكن أن تصمد لمدة عشر سنوات تحت الحصار. على الرغم من هذا التركيز على الدفاع، لم تخضع القصبة لحصار حقيقي في زمن إسماعيل.

## الهياكل الرئيسية

### الأسوار والتحصينات الدفاعية
سور القصبة محاط ومحمي بجدران سميكة لا تزال موجودة حتى اليوم. كانت الجدران، مثل تلك الموجودة في القصور ومعظم أسوار المدن المغربية، مصنوعة من التربة المدكوكة. كان سمكها حوالي 7 أمتار في المتوسط، وقد كان أمرا بارزا في ذلك الوقت. تم تتويج الجدران بطولها بواسطة ثلمات مدببة نموذجية تحمي الممشى أو ممشى الجدار، ويتم تعزيزها على فترات بأبراج حصون مربعة. وخلف الأسوار كانت توجد طرق وممرّات دائرية تسمح للقوات داخل القصبة بالانتشار على طول الأسوار بسهولة.
تم الدفاع عن بعض الزوايا الرئيسية في دائرة الجدران بشكل أكبر من خلال حصون رباعية أكبر تهيمن على محيطها. وهي تشمل برج بلقاري إلى الجنوب الغربي من باب المنصور، ويطل على الملاح، وبرج المرس في الزاوية الغربية للقصبة، وبرج بيبي عائشة في أقصى الجانب الشرقي، وبرج الماء بالقرب من الزاوية الشمالية الشرقية لمجمع دار المخزن. تم تصنيف برج بلقاري لاحقًا كنصب تاريخي وطني في عام 1932 وتم تحويله في القرن الحادي والعشرين إلى متحف للفخار من منطقة الريف.

كانت تحصينات القصبة في أقصى اتساعها في الشمال، على الجانب المواجه للمدينة، مما يشير إلى أن مولاي إسماعيل رأى سكان المدينة كتهديد مساوٍ أو حتى أكبر. تم مضاعفة الجدران، وتكونت من خطين من الأسوار مع وجود فجوة بينهما، وكان الجدار الخارجي عمومًا هو الأكثر تحصينًا. كما أحاط خط آخر من الجدران المحصنة قصور الدار الكبيرة، مما وفر هذا الجزء من القصبة بثلاث طبقات دفاعية.:407:

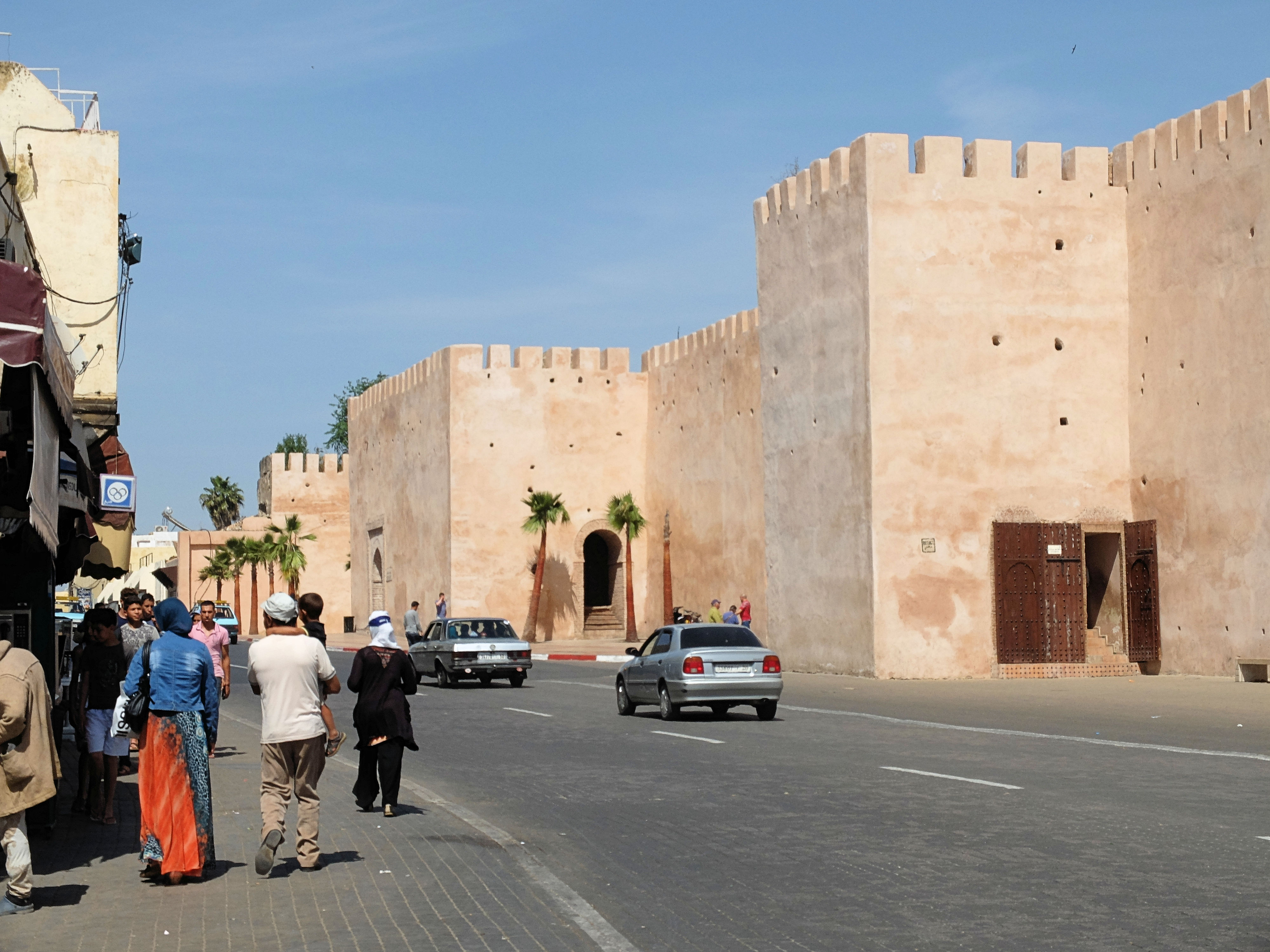
الأسوار الشمالية الغربية للقصبة على حافة المدينة
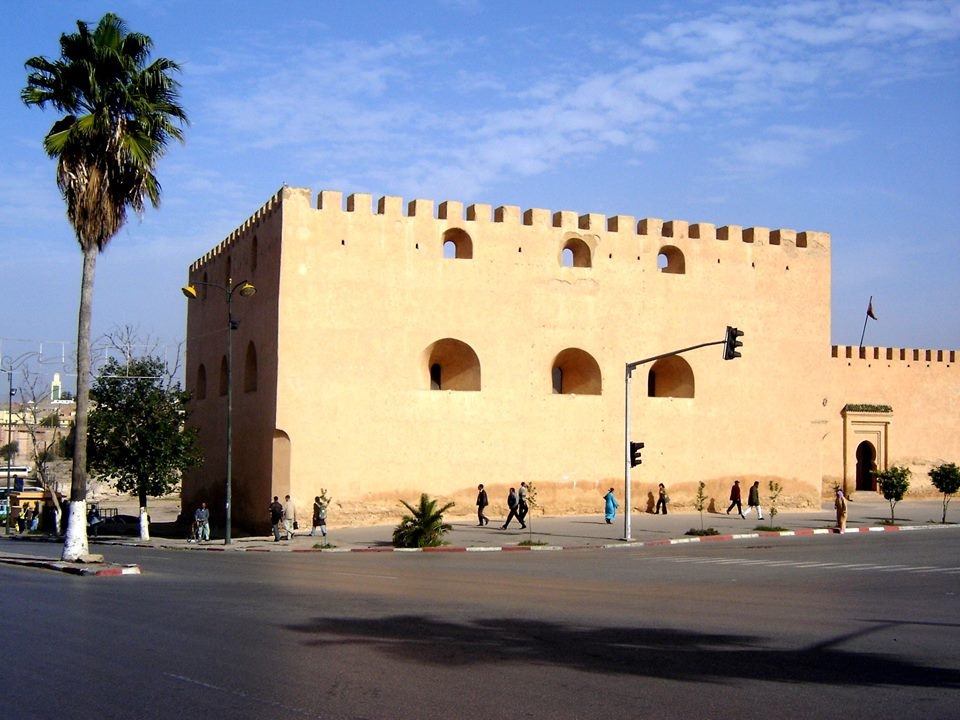
برج بلقاري، معقل زاوية ضخم في جدران القصبة (يقع في الشمال الغربي)
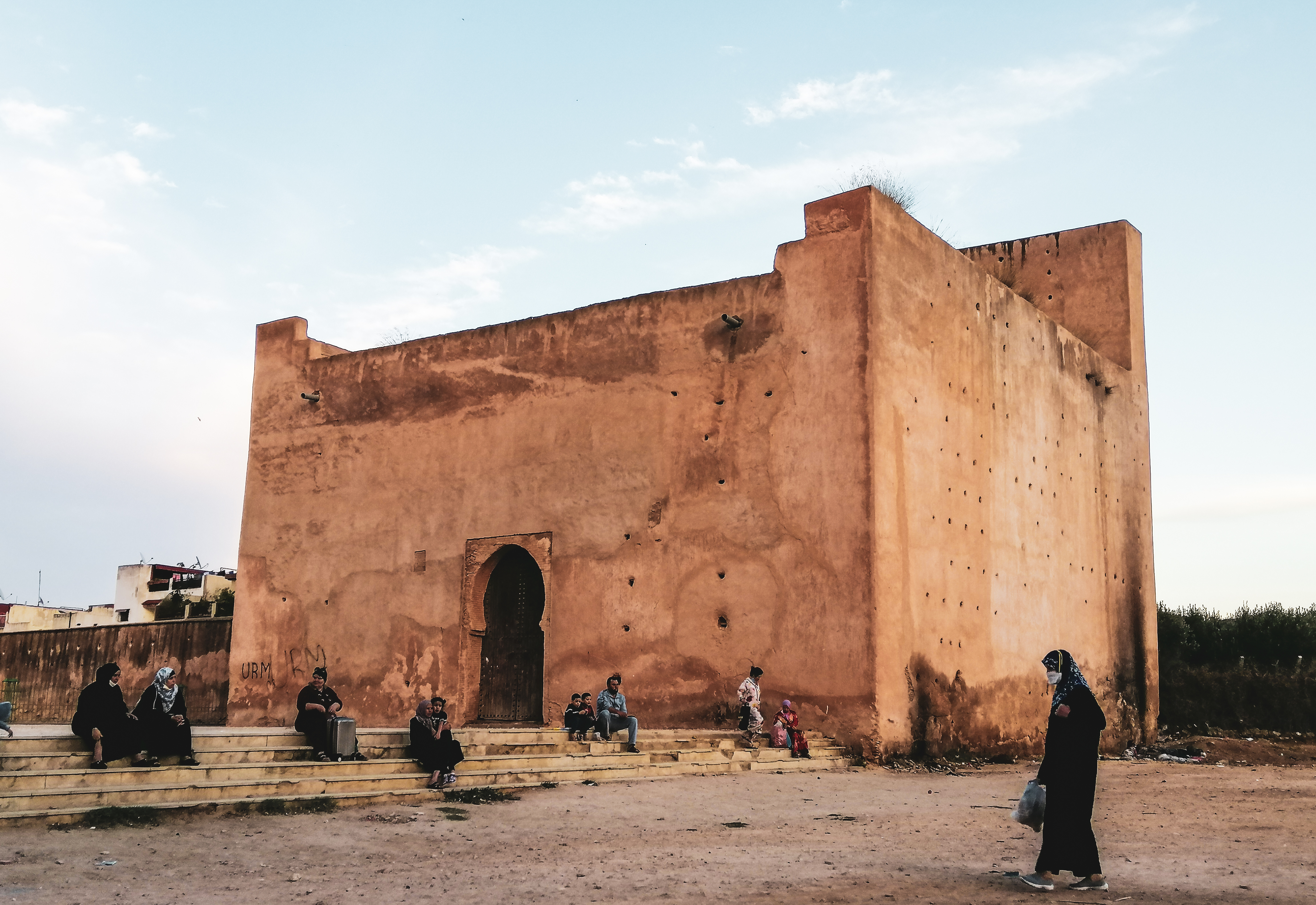
برج المرس، معقل في الزاوية الغربية البعيدة لأسوار القصبة
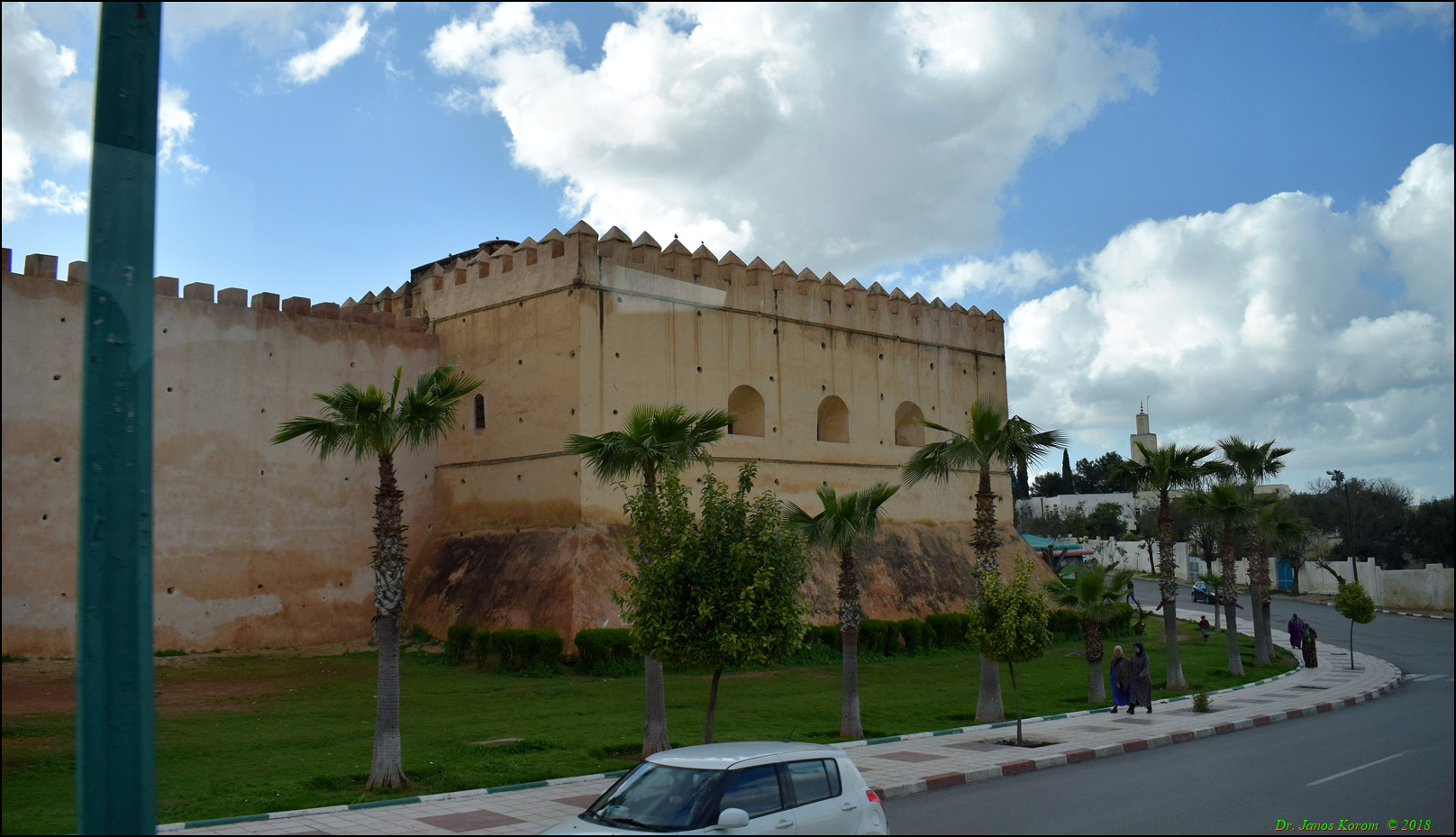
برج الماء، المعقل في الزاوية الشمالية الشرقية للجدار الخارجي بالقرب من دار المخزن وشارع السراج.
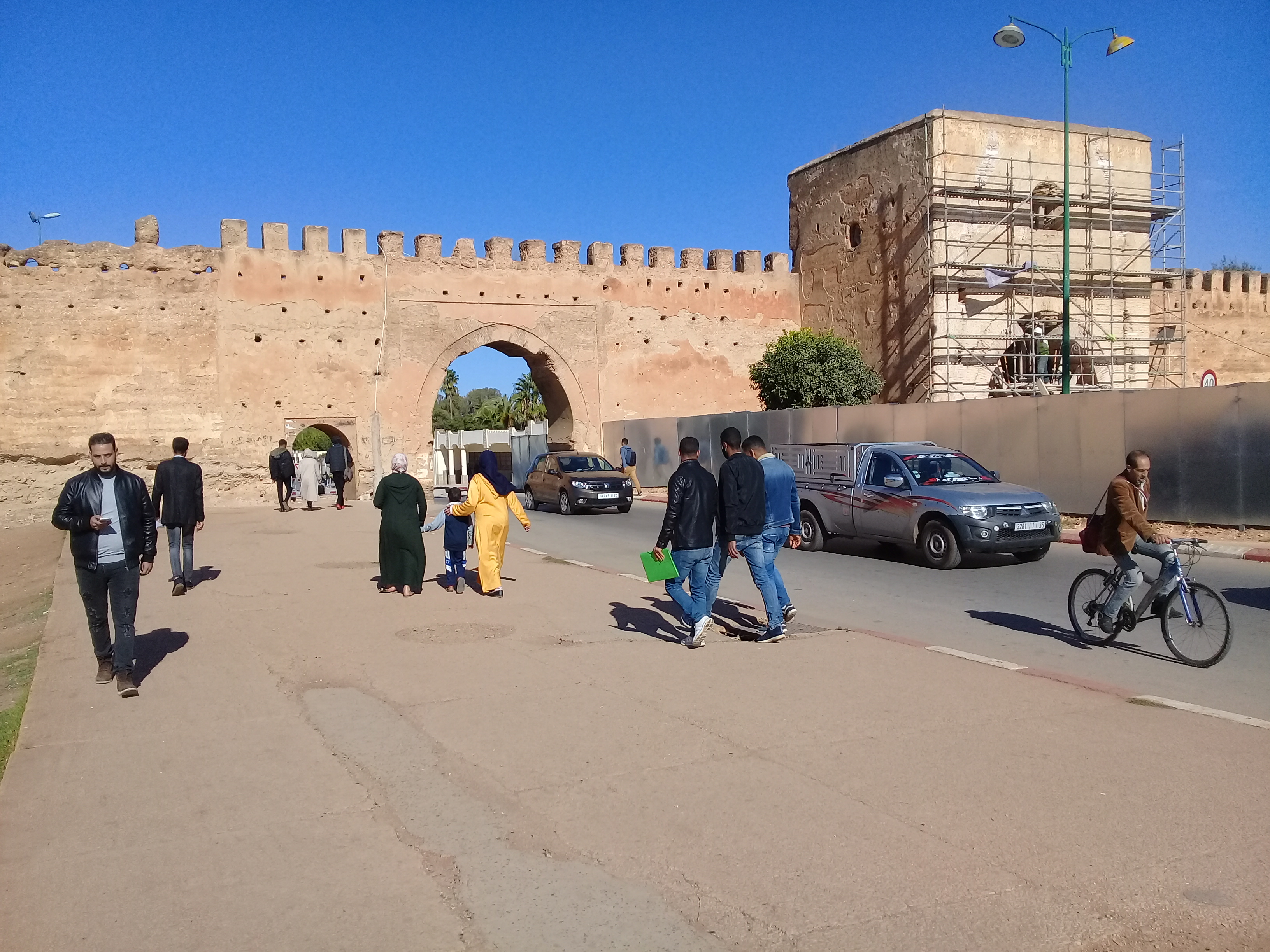
باب القصير، بوابة في الجدار الخارجي الجنوبي الشرقي للقصبة. مرت البوابة الأصلية عبر البرج على اليمين

### باب المنصور لعلج

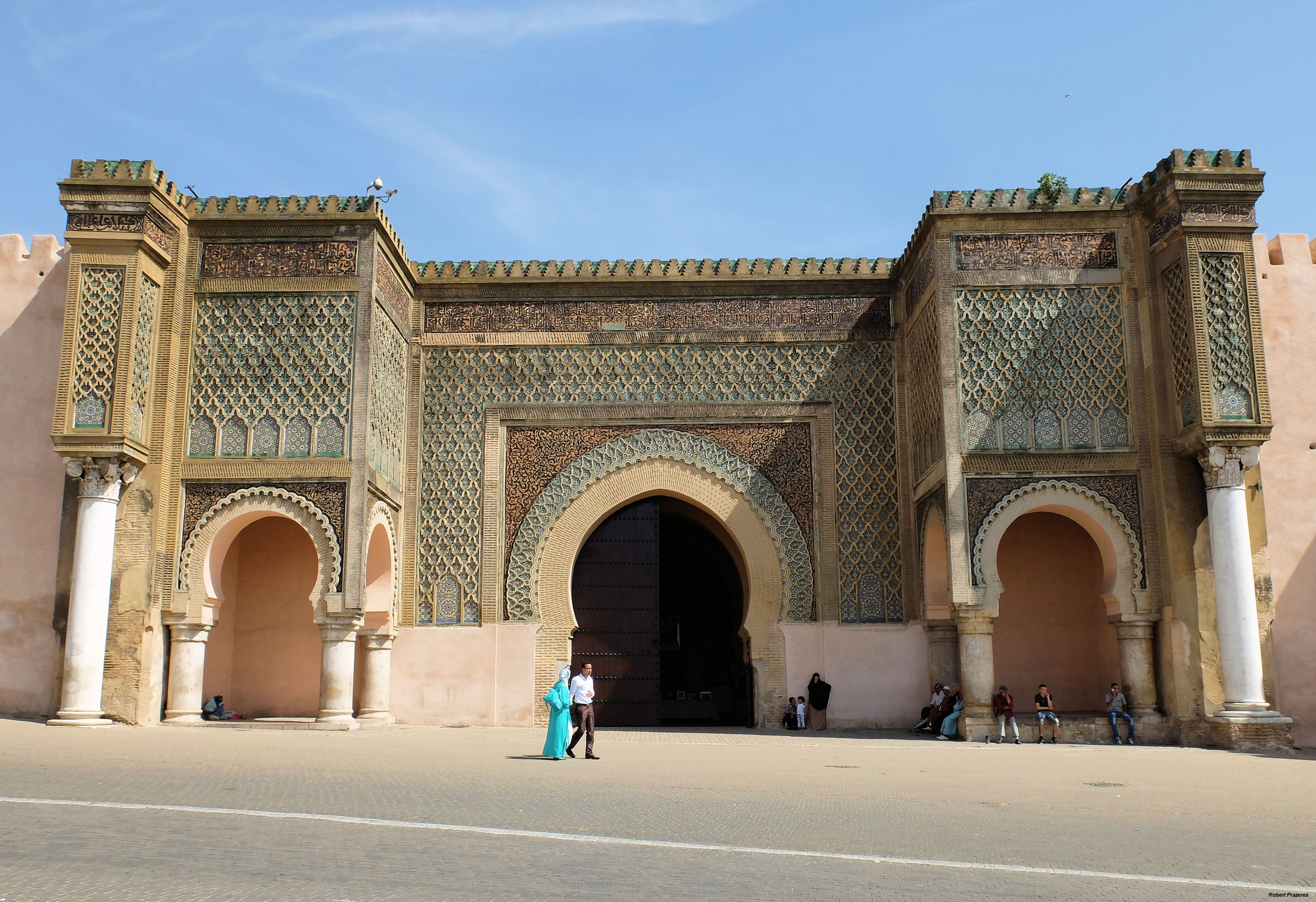
واجهة باب المنصور لعلج

تظهر الأسوار الخارجية للقصبة اليوم على طول الجانب الجنوبي الشرقي من المدينة القديمة وساحة الهديم. هذه الأخيرة تعتبر ساحة واسعة مفتوحة في وسط المدينة التاريخية اليوم، سميت باسم الأنقاض التي تراكمت هناك عندما قام مولاي إسماعيل بهدم القصبة القديمة للمدينة وتطهير المنطقة من أجل بناء قصره الجديد المركب. تطل هذه الساحة من الجنوب الشرقي على بوابة ضخمة ومزخرفة تسمى باب المنصور لعلج.

بدأت في السنوات الأخيرة من عهد مولاي إسماعيل، وانتهت البوابة عام 1732 من قبل ابنه مولاي عبد الله. كان الغرض من البوابة احتفاليًا أكثر منه دفاعيًا، بهدف إبهار الزائرين. يأتي اسمها من مهندس ومصمم البوابة المنصور لعلج، وهو عبد مسيحي سابق اعتنق الإسلام. يعتمد التصميم العام للبوابة على النماذج الأولية الموحدية (مثل باب الرواح، وباب أكناو، وما إلى ذلك)، مع فتحة كبيرة على شكل حدوة حصان وحصون محاطة، ولكنها تقدم أيضًا ميزات جديدة مهمة. على وجه الخصوص، يتم دعم الحصون أو الأبراج المربعة المحيطة على أربعة أعمدة قرفصاء سميكة في الزوايا مع أقواس حدوة حصان بينهما، مما يخلق لوجيا مجوفة في قاعدة الأبراج. علاوة على الجوانب المحاطة بالحصون، توجد أعمدة رخامية ضخمة تدعم أعمدة كبيرة بارزة في الأعلى. الأعمدة ذات تيجان مزخرفة ذات ترتيب مركب، هي من أصل روماني قديم، ربما من وليلي القريبة. تمت تغطية واجهة البوابة بالكامل تقريبًا، بما في ذلك الحصون المحيطة بزخارف ثقيلة. يتكون من رسم متكرر للدرج والكتف (نمط منمق يشبه المعيّن في العمارة المغربية) يؤطر الممر الرئيسي للبوابة ويملأ الفراغات فوق أعمدة المعاقل المجاورة. تمتلئ المساحات الفارغة داخل هذا النموذج بالكامل بزليج متعدد الألوان (بلاط الفسيفساء)، وهي ميزة أخرى كانت جديدة على البوابات الأثرية المغربية. تمتلئ الركنيات في الأقواس بالبلاط المطلي بالزخرفة العربية. في أعلى البوابة، وفوق الزخرفة الأخرى وعلى طولها بالكامل، يوجد نقش عربي متقن مرسوم على البلاط يصف بناء البوابة، والتي تعلوها بدورها ثلمات صغيرة «سن منشار». في الداخل، يكون ممر البوابة منعطفا، حيث يدور بمقدار 90 درجة مرتين، ويسد المسافة بين الجدران المزدوجة للقصبة، مما يتيح الوصول إلى ساحة لالة عودة بعده.

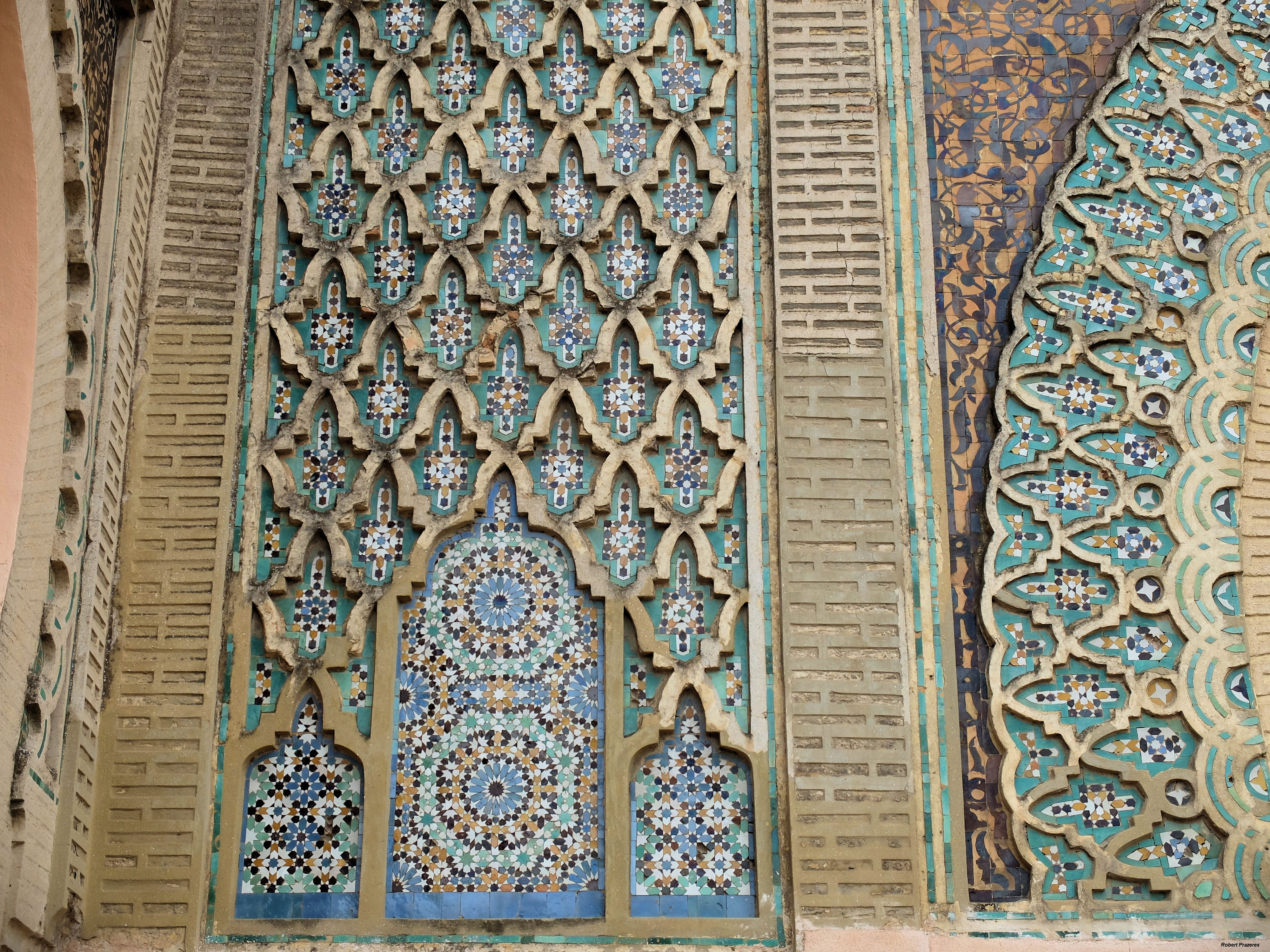
تفصيل زخرفة الدرج والكتف والزليج للبوابة
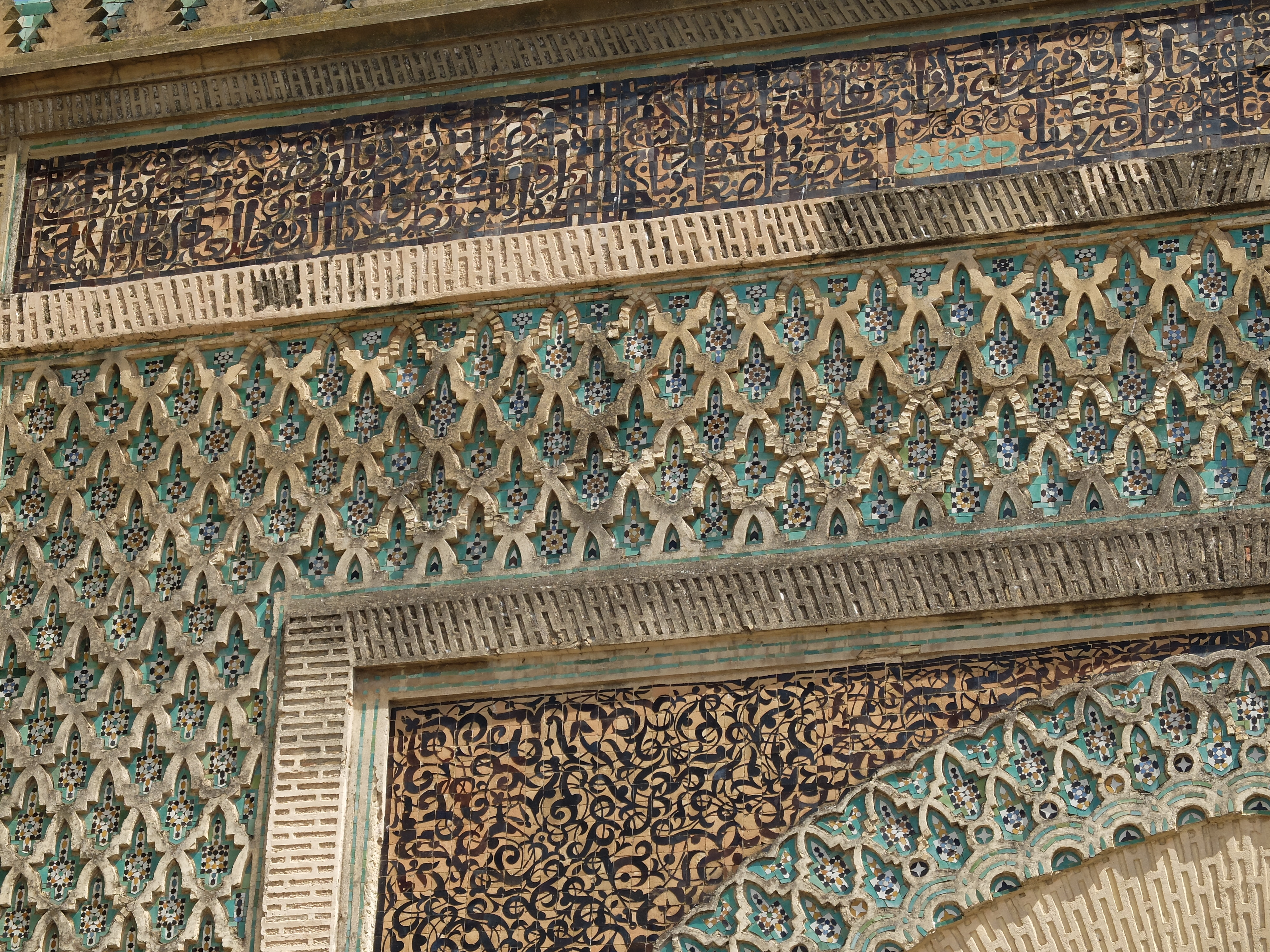
نقش عربي يمتد على طول الجزء العلوي من البوابة، مع مزيد من زخرفة الدرج والكتف والزليج أدناه
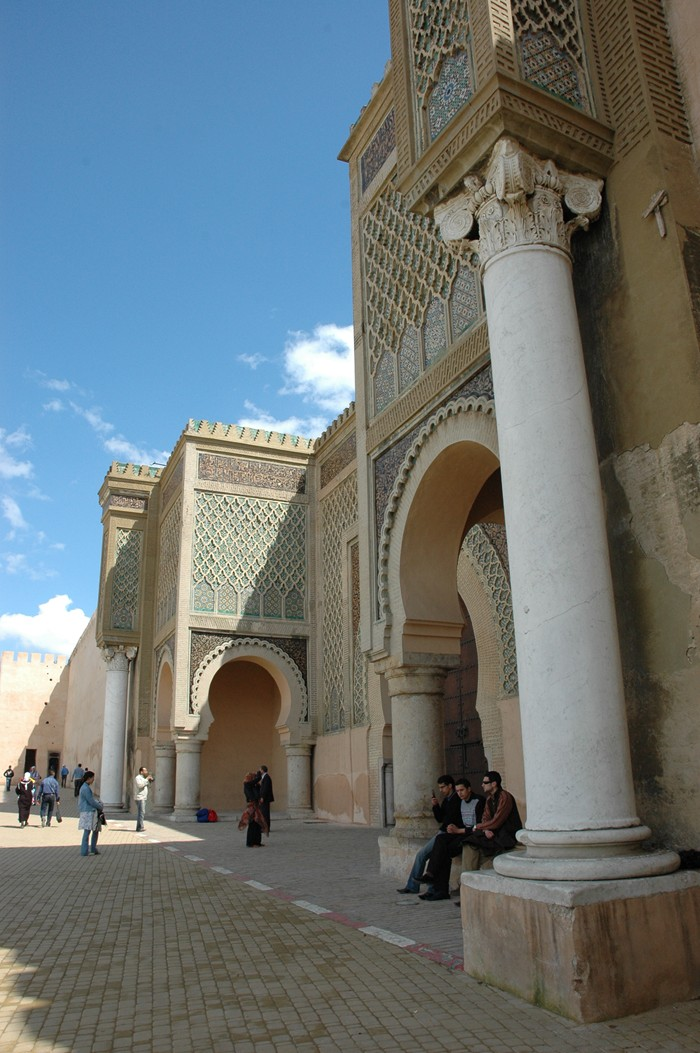
أعمدة البوابة
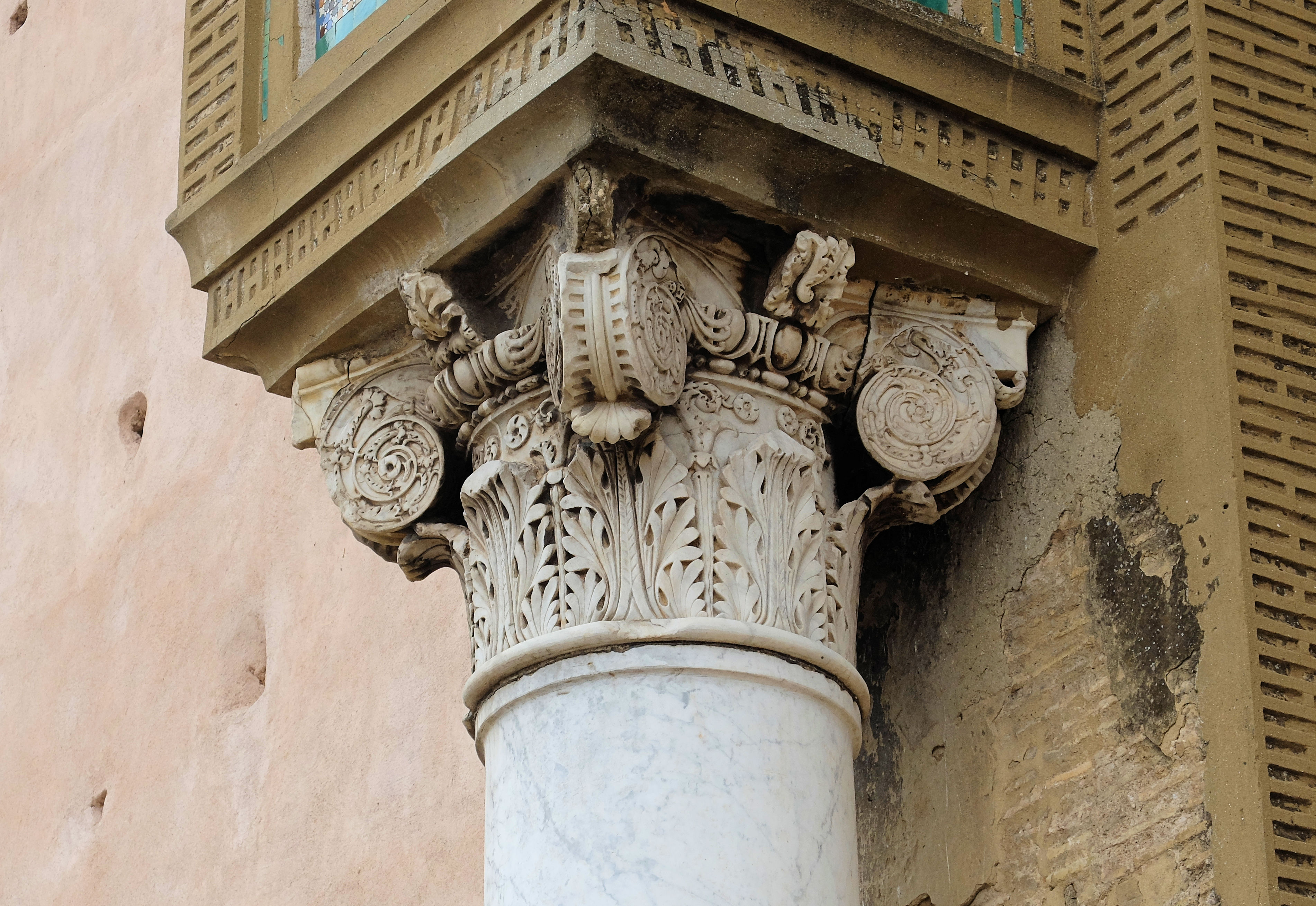
استخدام ثانوي روماني قديم في البوابة؛ تاج العمود من الرخام بأسلوب مركب، ربما من وليلي
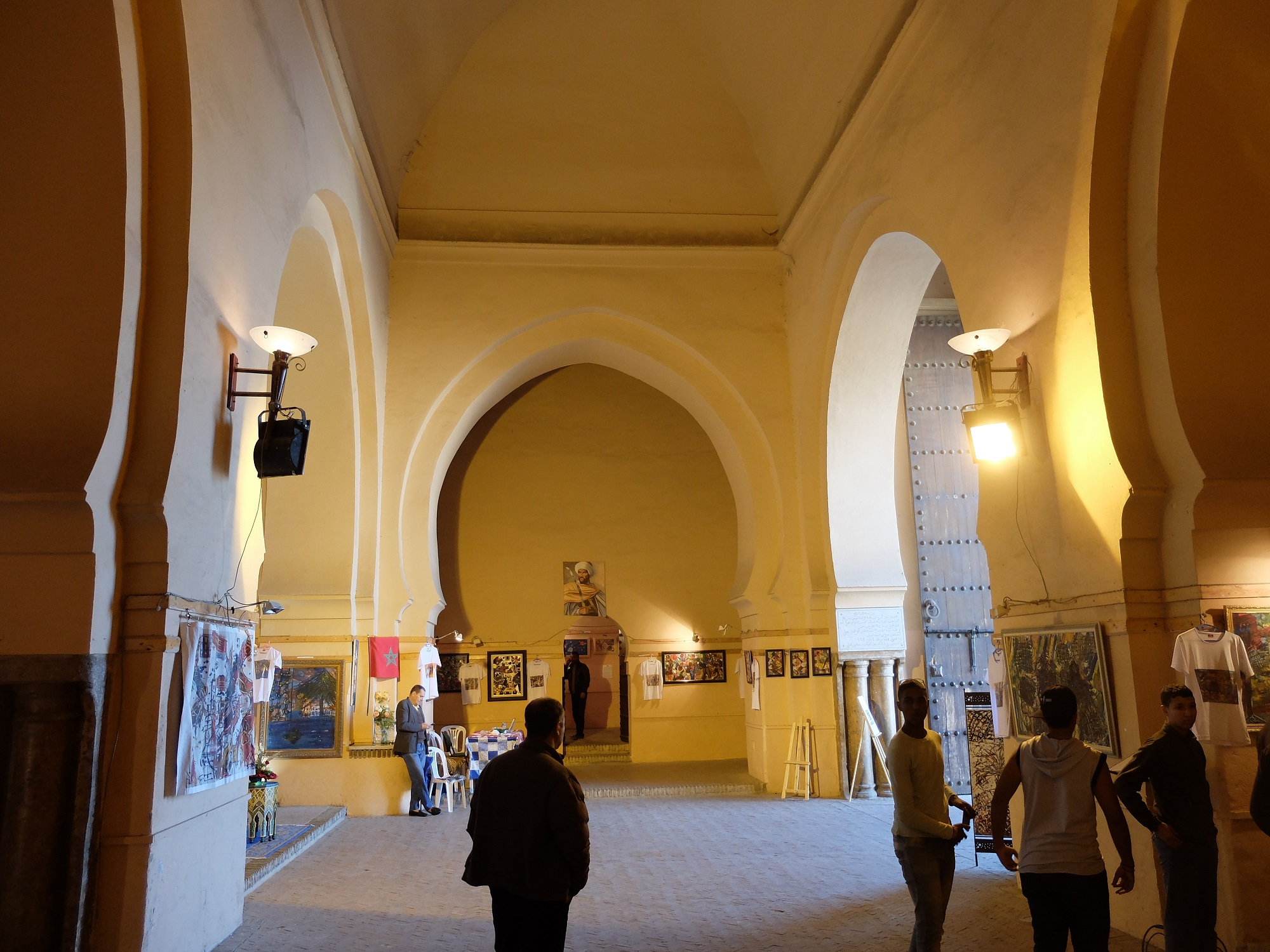
داخل البوابة

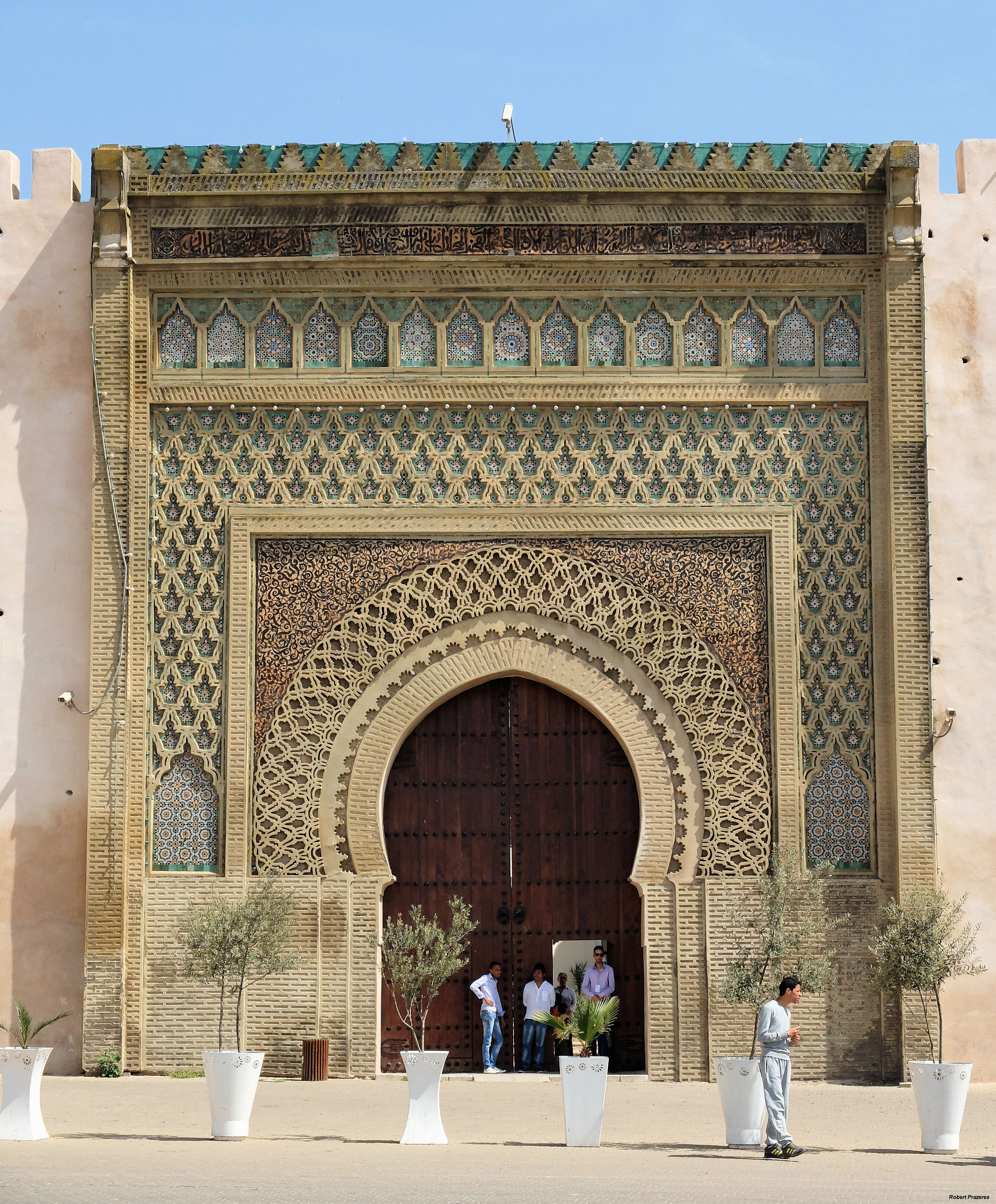
باب جامع الأنوار قرب باب المنصور

في أوائل القرن التاسع عشر، أضاف السلطان مولاي عبد الرحمن مبنى من نوع لوجيا خارج البوابة على اليمين (الجانب الجنوبي الغربي)، والذي لم يعد موجودًا اليوم. كان المبنى بمثابة مكان اجتماع للمسؤولين العسكريين وكبار المسؤولين، كمحكمة حاكم المدينة، ولإقامة احتفالات عسكرية أو دينية أخرى. اليوم عادة ما تكون البوابة مغلقة ولكن داخلها مفتوح في بعض الأحيان لاستضافة المعارض.
كما توجد بوابة مزخرفة أخرى، باب جامع الأنوار، على مسافة قصيرة إلى الجنوب الغربي على طول نفس الجدار. لها زخارف مماثلة لباب المنصور الأكبر ويعتقد أنها تعود إلى زمن مولاي إسماعيل.:391

### ساحة لالة عودة (المشور)

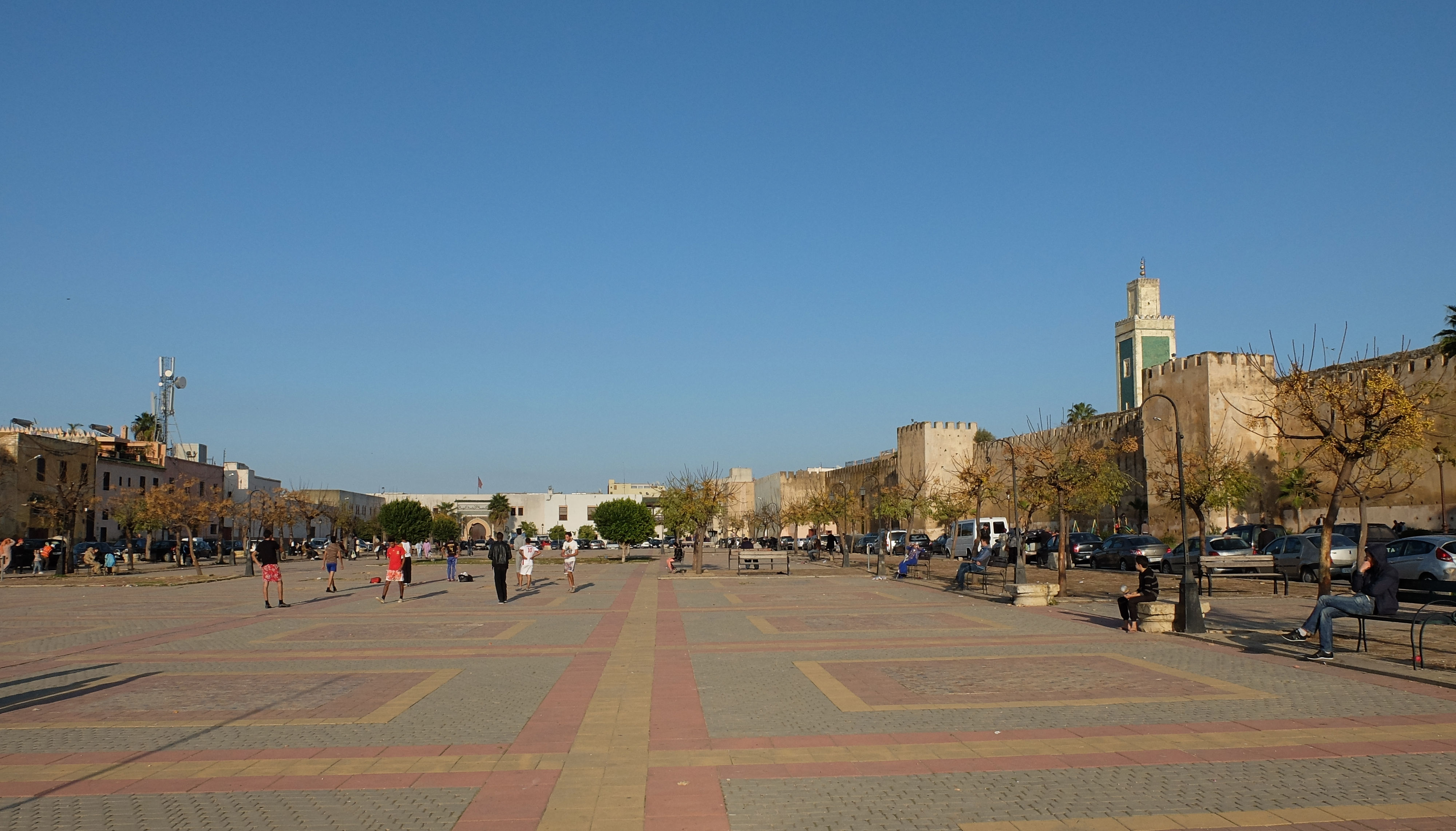
ساحة لالة عودة اليوم؛ تظهر مئذنة مسجد لالة عودة على اليمين

ساحة لالة عودة، التي لا تزال موجودة حتى اليوم، هي ساحة عامة واسعة يمكن الوصول إليها من خلال باب المنصور. وكانت بمثابة مشور القصر، وساحة العرض حيث يمكن أن تقام الاحتفالات الرسمية، وحفلات الاستقبال، والعروض العسكرية.

#### مسجد لالة عودة
كان هو المسجد الملكي الرئيسي في القصبة، وقد تم تجديده أو إعادة بنائه من قبل مولاي إسماعيل، ربما حوالي عام 1677، في موقع المسجد المريني السابق في القصبة. تم الوصول إليه من خلال مدخلين ضخمين من ساحة لالة عودة أو عن طريق بوابة أخرى تقع بالقرب من جدار القبلة (الجنوبي الشرقي) ويمكن الوصول إليها مباشرة من القصور. من بوابات ساحة لالة عودة، تم الاقتراب من المسجد من خلال فناء صغير أو مربع مسور (سمة غير عادية لمسجد)، على الجانب الجنوبي الشرقي كانت مدرسة ودار للوضوء. المسجد نفسه له فناءه الداخلي أو صحنه، ويحيط به رواق معمد وقاعة الصلاة الداخلية الرئيسية إلى الجنوب الشرقي. ميزة أخرى غير عادية هي الغرفتان الكبيرتان اللتان تواجهان بعضهما البعض على الجانبين الجنوبي الغربي والشمالي الشرقي من الفناء، وكانت إحداهما بمثابة قاعة صلاة للنساء والأخرى كمكتبة. مئذنة المسجد الكبيرة المكسوة بالبلاط الأخضر، والتي يمكن رؤيتها بوضوح من ساحة لالة عودة، تشبه في الشكل والزخرفة مئذنة مسجد مكناس الكبير.

### الدار الكبيرة
الدار الكبيرة هي أقدم وأصغر من القصور التي بنيت داخل القصبة، وانتهت في 1679 والتي تغطي 13.5 هكتار. كانت القصر الخاص لمولاي إسماعيل وعائلته، وقد كانت تتألف من عدد من القصور الفرعية المستقلة إلى حد ما والتي تم تجميعها معًا، وتتكون كل منها من فناء مستطيل حوله، حيث تم ترتيب أماكن المعيشة وغرف الاستقبال والمطابخ والحمامات والحدائق. مثل مرفقات القصر الأخرى التي تم بناؤها لاحقًا، تم إحاطة الدار الكبيرة بجدار دفاعي خاص بها. بوابتها الرئيسية، التي تتميز بزخارف أكثر ثقلاً بنفس النمط الذي شوهد في بوابات أخرى من عصر مولاي إسماعيل، هي باب الدار الكبيرة إلى الجنوب، وتم الانتهاء منها في 1679 أو 1680، مما يجعلها أول بوابة مكتملة في القصبة.:37 مسجد لالة عودة، الذي كان بمثابة المسجد الرئيسي للقصر، يمكن أيضًا الدخول إليه مباشرة من القصور عبر ممر على جانب القِبلة (الجنوبي الشرقي). يقع ضريح مولاي إسماعيل على الجانب الجنوبي الغربي من مجمع القصر، ويمكن الوصول إليه من الطريق بين الدار الكبيرة والقصور الأخرى إلى الجنوب. إلى الشرق من الدار الكبيرة، خارج أسوار المدينة، توجد مقبرة وحي سيدي عمرو.

كل ما تبقى من قصر الدار الكبيرة اليوم هو بعض جدرانه المدمرة. تم تحويل موقع القصر إلى حي سكني أقام فيه السكان منازلهم داخل وبين جدران القصر السابق، ولا تزال بعض جدران وممرات القصر ظاهرة.

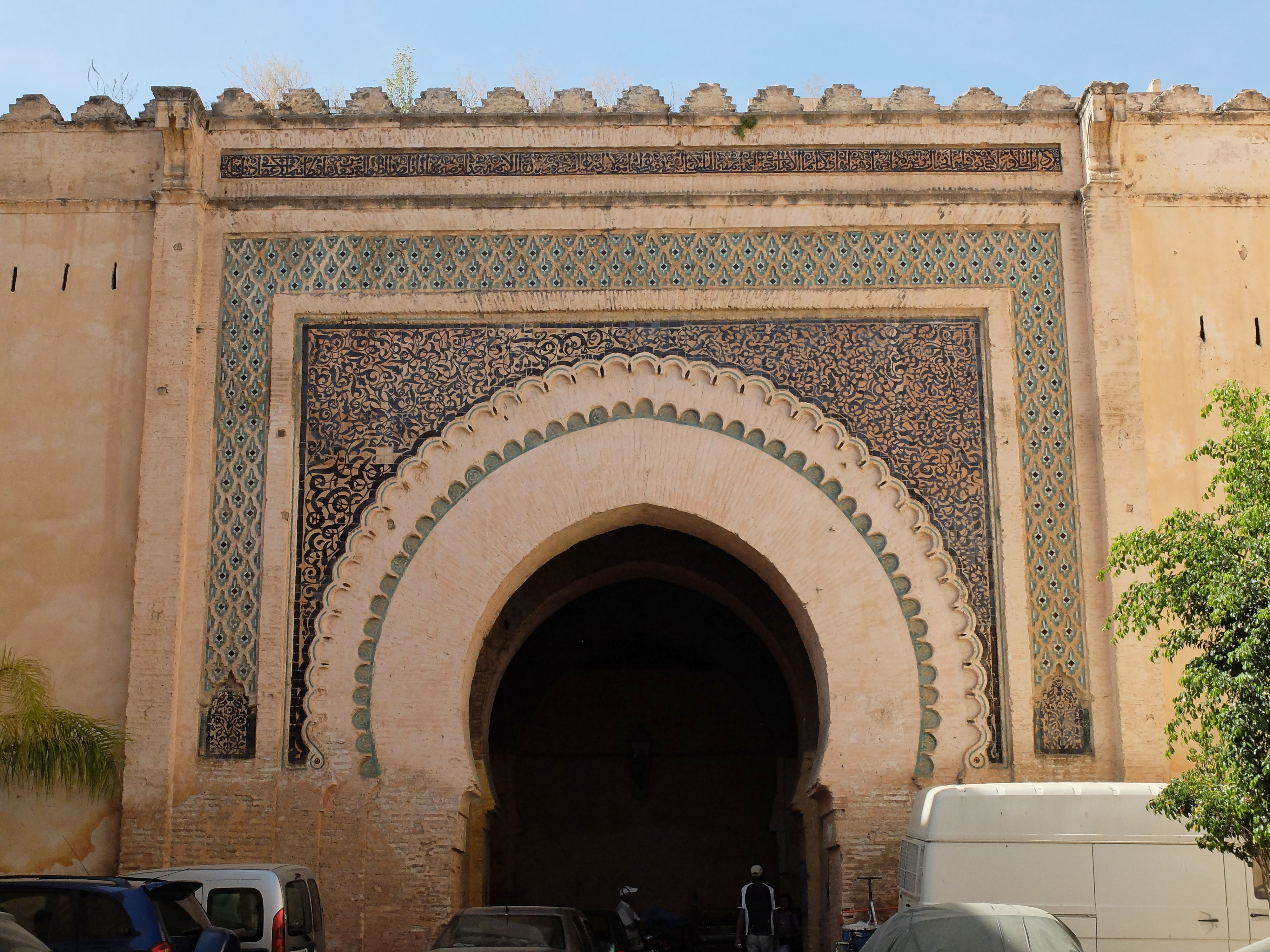
بوابة الدار الكبيرة (الجهة الجنوبية للحي)
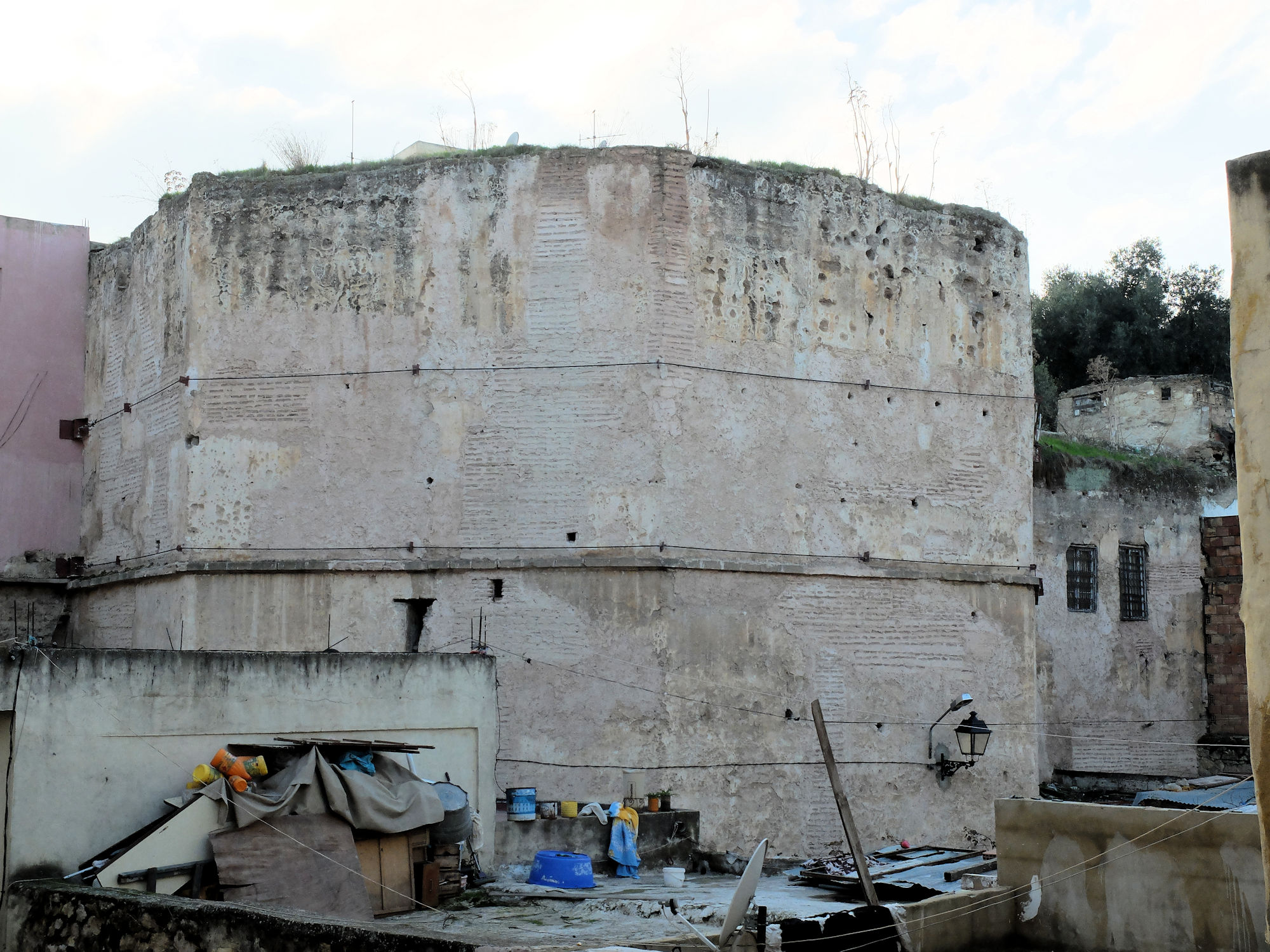
برج المعقل الشمالي الشرقي للجدار المحيط السابق حول الدار الكبيرة
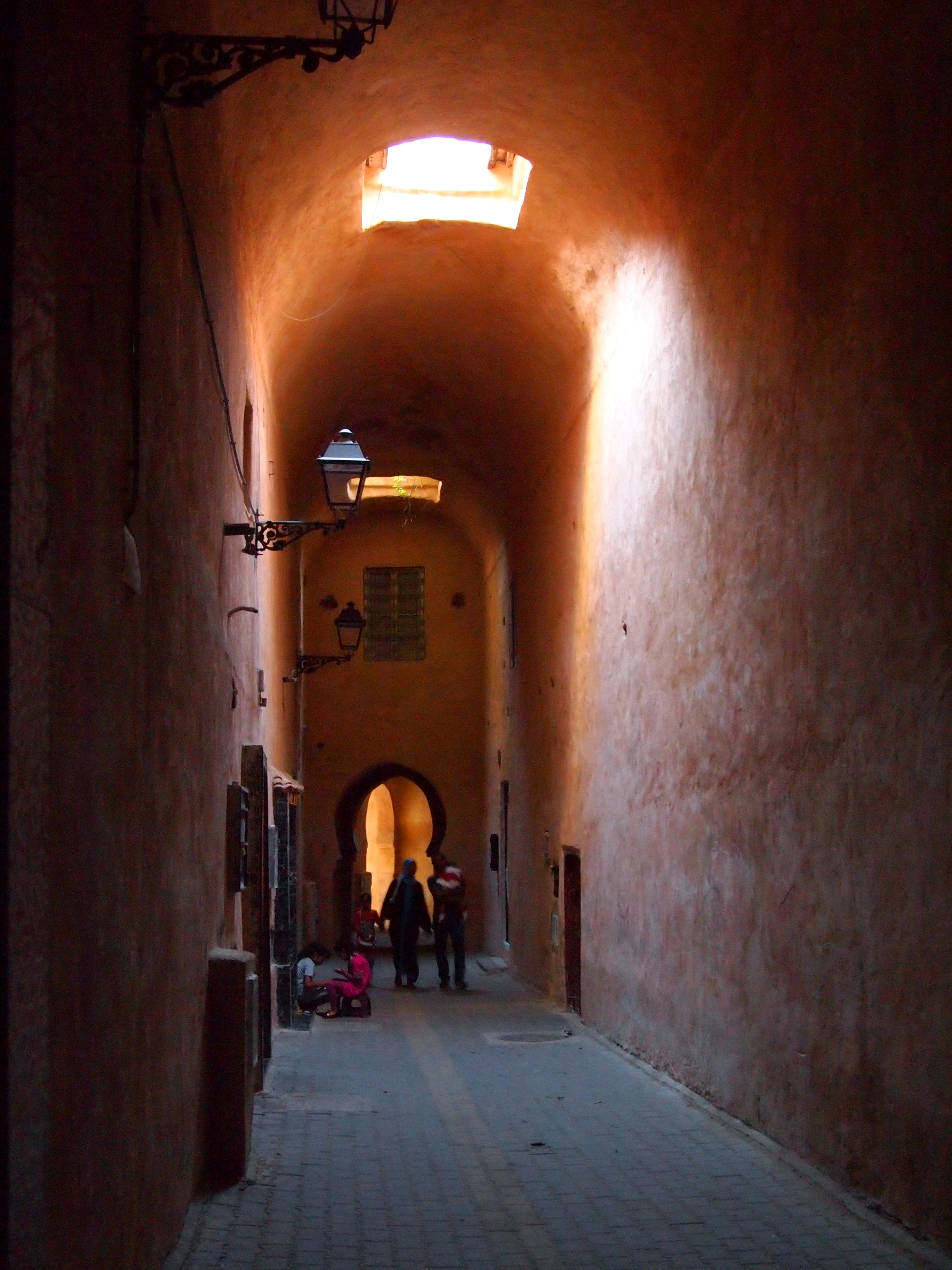
ممر مقبب في حي الدار الكبيرة من مخلفات القصر السابق
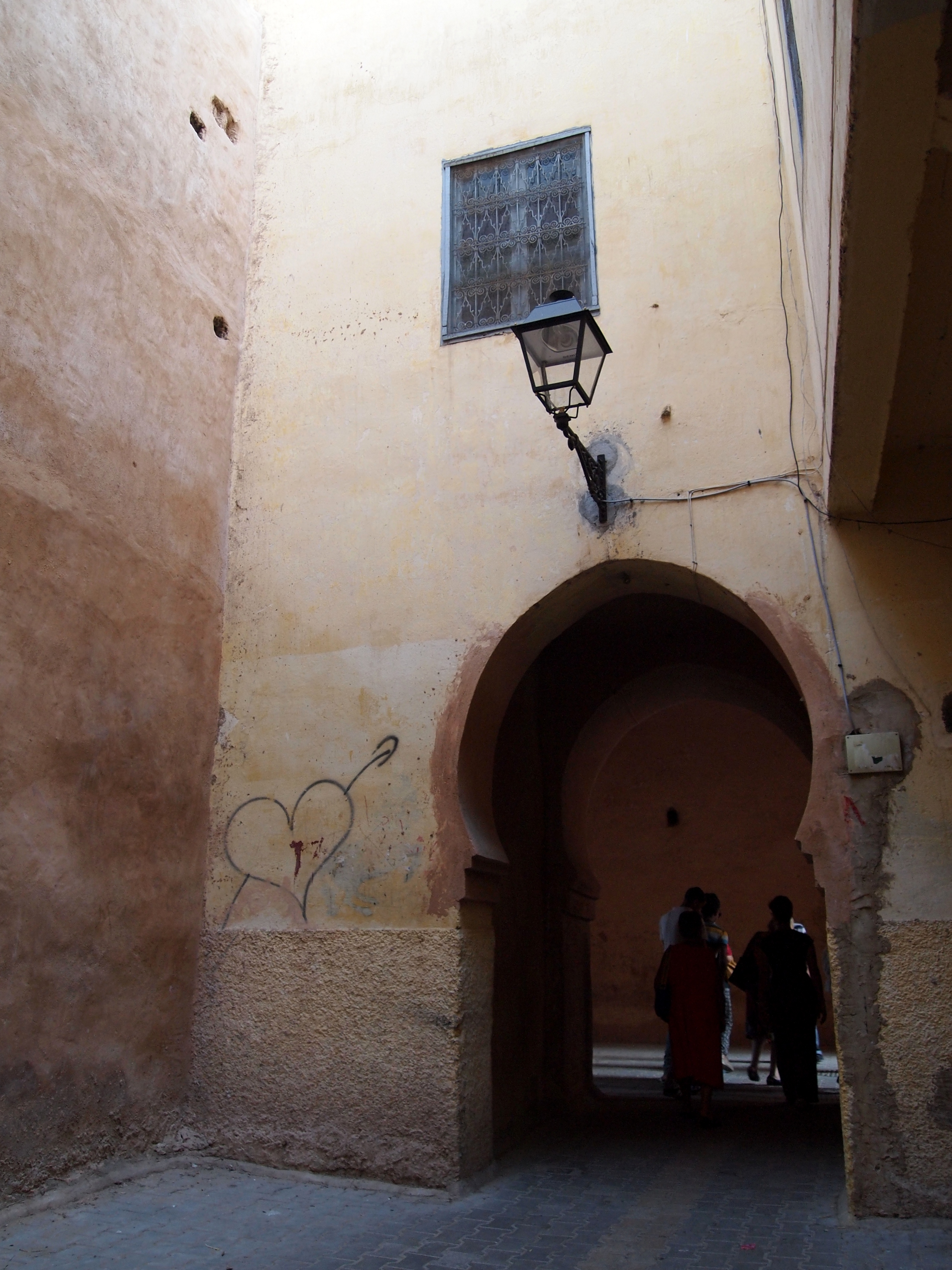
شوارع وممرات في حي الدار الكبيرة اليوم
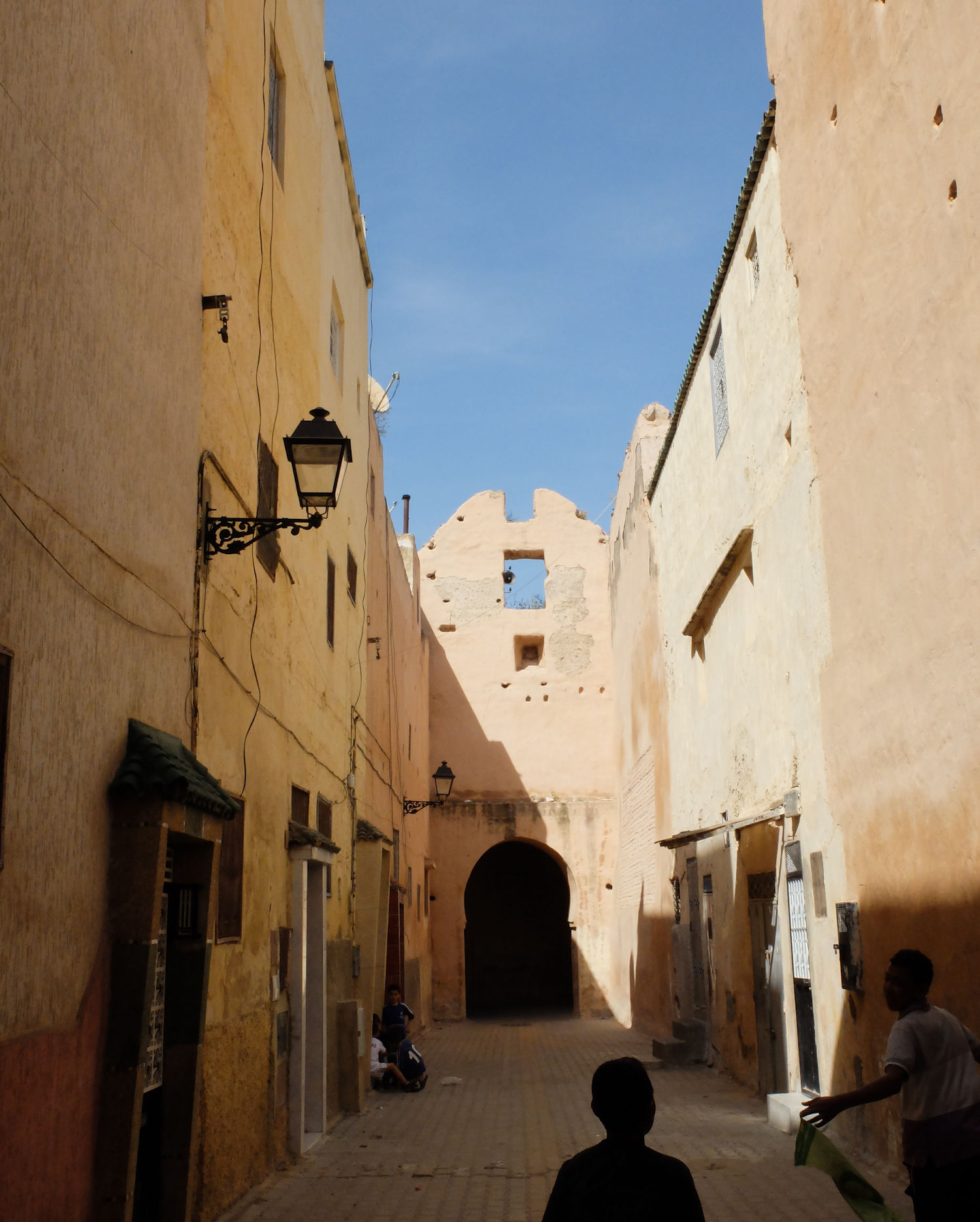
شوارع وممرات في حي الدار الكبيرة اليوم
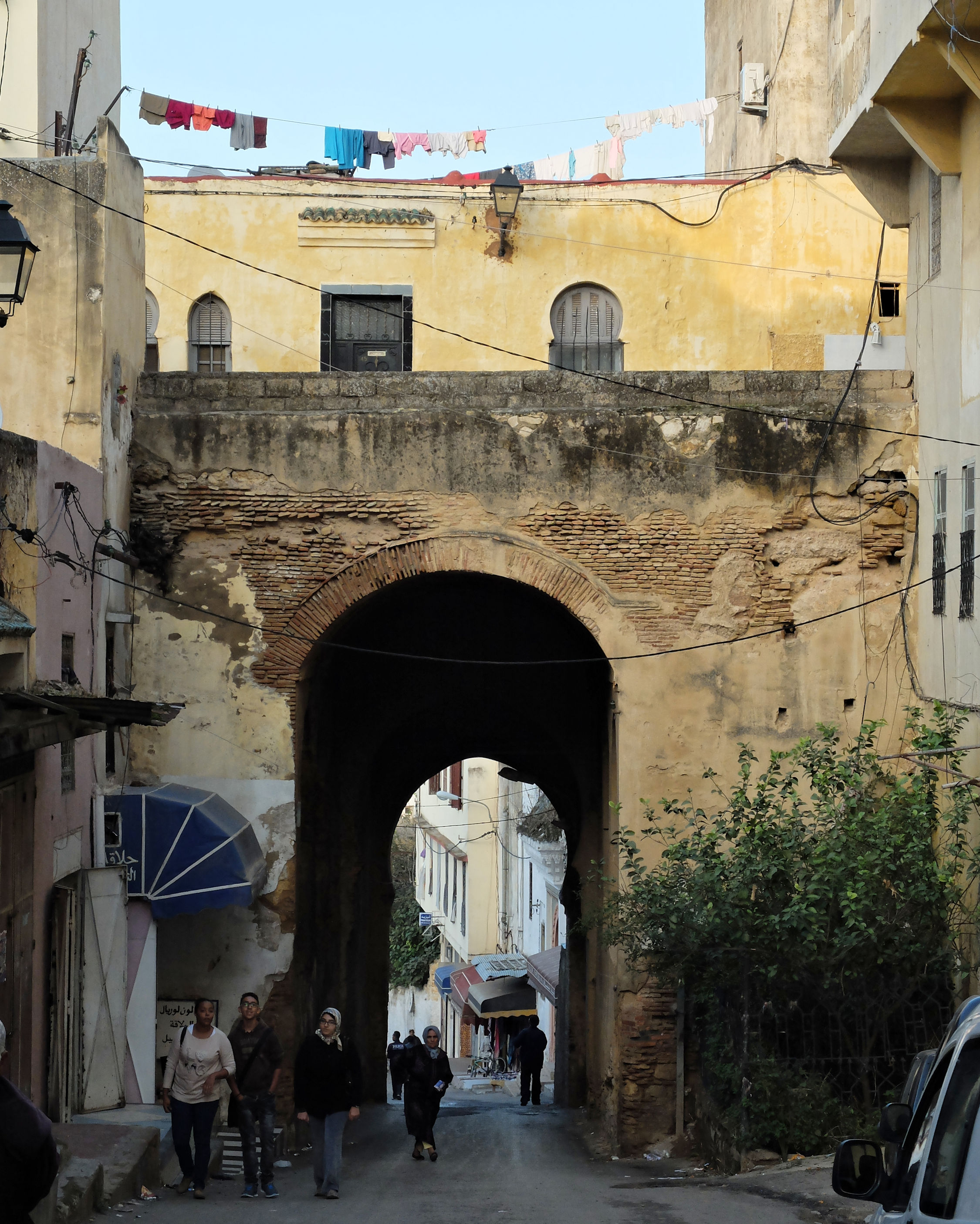
باب الحجار، البوابة الشمالية الشرقية للدار الكبيرة

### قبة الخياطين
كانت قبة الخياطين في الأصل قاعة استقبال السفراء الأجانب لمولاي إسماعيل، ولهذا يُعرف أيضًا باسم جناح السفراء. اسمها الحالي مشتق من استخدامها لاحقًا كحلقة عمل لصنع الزي العسكري. في أواخر القرن العشرين، تم استخدامها كمتجر نجارة قبل أن تُصبح منطقة جذب سياحي.:111 المبنى على شكل سرادق كبير أمامه ساحة كبيرة مفتوحة، تقع على شرفة واسعة جنوب غرب قصر الدار الكبيرة مباشرة. تتميز واجهة المبنى بمدخل ضخم يؤدي إلى القاعة الرئيسية بالداخل. يتميز التصميم الداخلي بتصميم بازيليكا تقريبًا، مقسومًا على صفين من الأقواس التي تشكل ممرًا مركزيًا. بعض الأمثلة على الزخرفة الجصية المحفورة لا تزال موجودة في بعض المناطق والأرضية والجدران السفلية مغطاة ببلاط الزليج، ولكن هذا أيضًا نتيجة لعملية ترميم كبيرة.

### حبس قارا
تحت المربع أمام قبة الخياطين، توجد سلسلة من الغرف المقببة الكبيرة تحت الأرض، وبعضها لا يزال محاطًا بجدران ولم يتم استكشافه بالكامل. يوصف المبنى بشكل عام بأنه «سجن» احتُجز فيه أسرى مسيحيين، حيث تزعم إحدى القصص أنه بني وسُمي على اسم سجين برتغالي وعد مولاي إسماعيل بالإفراج عنه إذا بنى سجنًا يمكن أن يأوي أكثر من 40 ألف أسير. ومع ذلك، يعتقد معظم الباحثين أن المبنى كان في الواقع مخزنًا أو صومعة غلال من زمن مولاي إسماعيل.:111 كان عدد السجناء المسيحيين أقل بكثير (أقل من ألف بحسب بعض التقديرات) ومن المرجح أنهم كانوا يقيمون في عدة مناطق مختلفة في أوقات مختلفة؛ كان آخرها بالقرب من دير الفرنسيسكان في المدينة القديمة، بالقرب من مسجد الزيتونة الحالي.:123 ومع ذلك، لا يزال الهيكل الجوفي اليوم يُعرف باسم سجن قارا أو حبس قارا. يبدو أن أجزاء أخرى من مجمع قصر مولاي إسماعيل قد بُنيت أيضًا على مبانٍ أساسية مقببة مماثلة كانت بمثابة مخزن للإمدادات والمعدات العسكرية.:396

### ضريح مولاي إسماعيل

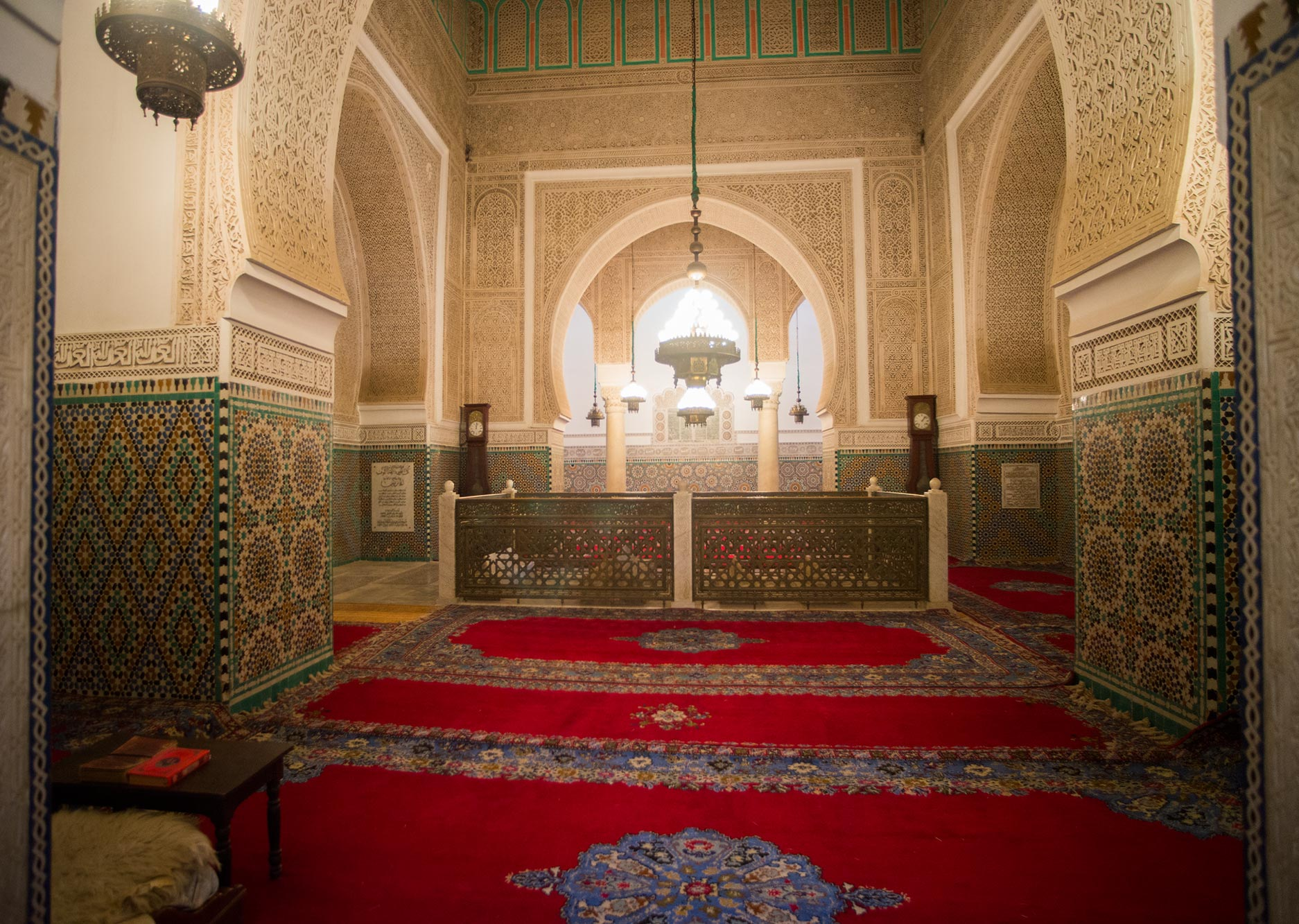
منظر في حجرة ضريح مولاي إسماعيل

ضريح مولاي إسماعيل هو مجمع جنائزي يقع على الجانب الجنوبي الغربي من قصر الدار الكبيرة السابق، في مساحة كانت في السابق بين الجدران الداخلية والخارجية للقصر. اختار مولاي إسماعيل هذا الموقع جزئياً لأنه كان يعتبر مقدساً بوجود قبر عبد الرحمن المجدوب، الشاعر والصوفي. تم بناء المجمع في عهد مولاي إسماعيل، ولكن تم تعديله وتوسيعه عدة مرات، لا سيما في عهد ابنه وخليفته، أحمد الذهبي (الذي حكم، مع الانقطاعات، بين 1727 و 1729)، الذي دُفن هناك بدوره عقب ذلك مباشرة.:270 تم إدخال المجمع الجنائزي في الأصل من الشمال مباشرة من قصر الدار الكبيرة. يعود المدخل الحالي إلى الجنوب إلى فترة الاحتلال الفرنسي في القرن العشرين. كان المجمع الأصلي أقل اتساعًا مما هو عليه اليوم ومن المحتمل أن تتضمن خطته فقط غرفة المقبرة والغرف المجاورة على جانبيها والفناء الرئيسي المؤدي إليها. ومن المحتمل أن تكون الساحات والممرات الأخرى قد أضيفت لاحقًا. التسييجات والأفنية الأخرى المجاورة للمجمع تشغلها مقابر تعرف باسم «جامع الرخام».:271
الفناء المركزي الرئيسي للمجمع الجنائزي قليل الزخرفة باستثناء النافورة المركزية ورصيف الزليج. يحتل الجانبان الغربي والشرقي من الفناء أروقة من ثلاثة أقواس حدوة الحصان. كما يحتوي الجدار الشرقي للفناء، أمام الضريح، على محراب صغير (محراب يشير إلى اتجاه الصلاة). خلف هذا توجد غرفة الضريح والغرف المجاورة. يتكون أقصى شمال هذه الغرف، والذي يمكن الوصول إليه مباشرة من الزاوية الشمالية الشرقية للفناء، من فناء داخلي أو فناء مغطى بسقف قبة مرتفع. يتشابه تصميم هذا الفناء مع غرفة الأعمدة الإثني عشر في أضرحة السعديين، وتتألف من مربع محدد باثني عشر عمودًا رخاميًا مرتبة في مجموعات من ثلاثة في كل زاوية، والتي تمتد حولها مساحة معرض. كما يوجد محراب آخر في الجدار الشرقي، بينما توجد غرفة جانبية صغيرة في الجدار الغربي. زُينت الجدران العلوية والمناطق المحيطة بالمحراب والمداخل بجص منحوت ومطلي يتميز بزخارف عربية وكتابة نموذجية للعمارة المغربية. يوجد في وسط الفناء نافورة مزخرفة، بينما يتميز سقف القبة أعلاه بشكل أساسي بالخشب المطلي والمنحوت. تتميز الأعمدة الرخامية بالعواصم المغربية الأندلسية المنحوتة بزخارف أوراق الشجر والنخيل وسعف النخيل. يُعتقد أن هذه الأعمدة الرخامية، بالإضافة إلى الألواح الرخامية المنحوتة بشكل مزخرف في الممر المؤدي إلى غرفة انتظار الضريح، هي عبارة عن استخدام ثانوي أخذها مولاي إسماعيل من قصور السعديين السابقة في قصبة مراكش (مثل قصر البديع).:270

على الجانب الجنوبي من غرفة الفناء يوجد ممر كبير به أبواب خشبية مزخرفة تؤدي إلى غرفة انتظار مستطيلة تسبق حجرة الضريح الفعلية. الضريح عبارة عن غرفة مربعة تحتوي على شواهد القبور لمولاي إسماعيل (توفي عام 1727) وابنه وخليفته أحمد الذهبي (توفي عام 1729)، والسلطان اللاحق مولاي عبد الرحمن بن هشام (توفي 1859). على الجانب الجنوبي من الضريح توجد غرفة قراءة كبيرة أخرى مقسمة بواسطة رواق ثلاثي الأقواس وتحتوي على خزائن كتب. كل غرفة من هذه الغرف مغطاة بزخارف جصية منحوتة وتحتوي أيضًا على العديد من الثريات البرونزية. شواهد القبور الملكية مصنوعة من الرخام وهي غنية بالنقوش بالخط العربي والزخارف العربية بأسلوب مشابه لشواهد القبور الرخامية في قبور السعديين. تحتوي حجرة المقبرة أيضًا على ساعتين ذات صندوق طويل كانتا هدايا من الملك لويس الرابع عشر ملك فرنسا. لا يزال الضريح يزوره حتى اليوم المغاربة الذين يبحثون عن التبرك من ضريح مولاي إسماعيل، بالإضافة إلى كونه معلمًا سياحيًا مهمًا في المدينة.

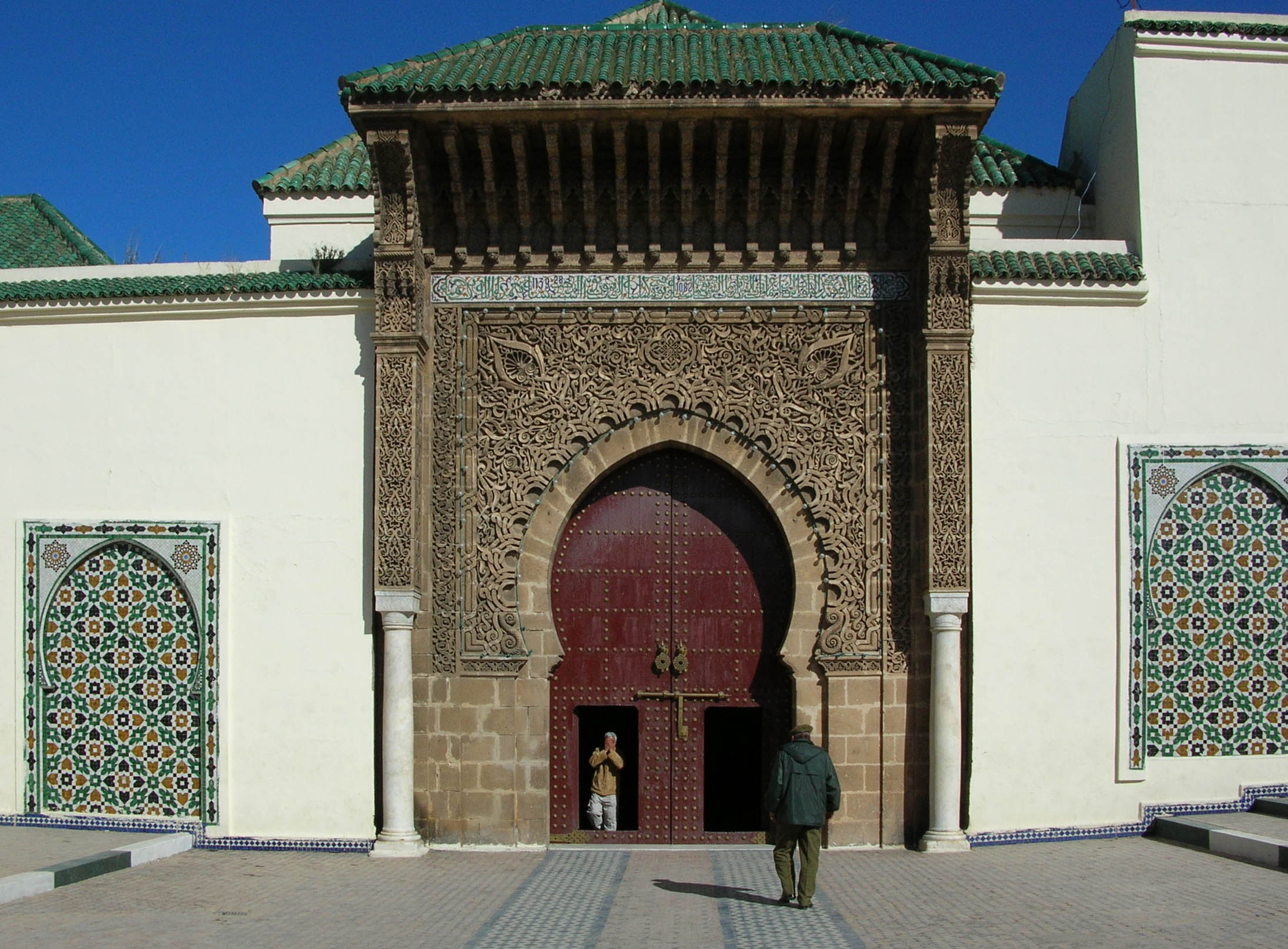
المدخل الرئيسي للمجمع الجنائزي اليوم قبالة شارع رئيسي جنوبا
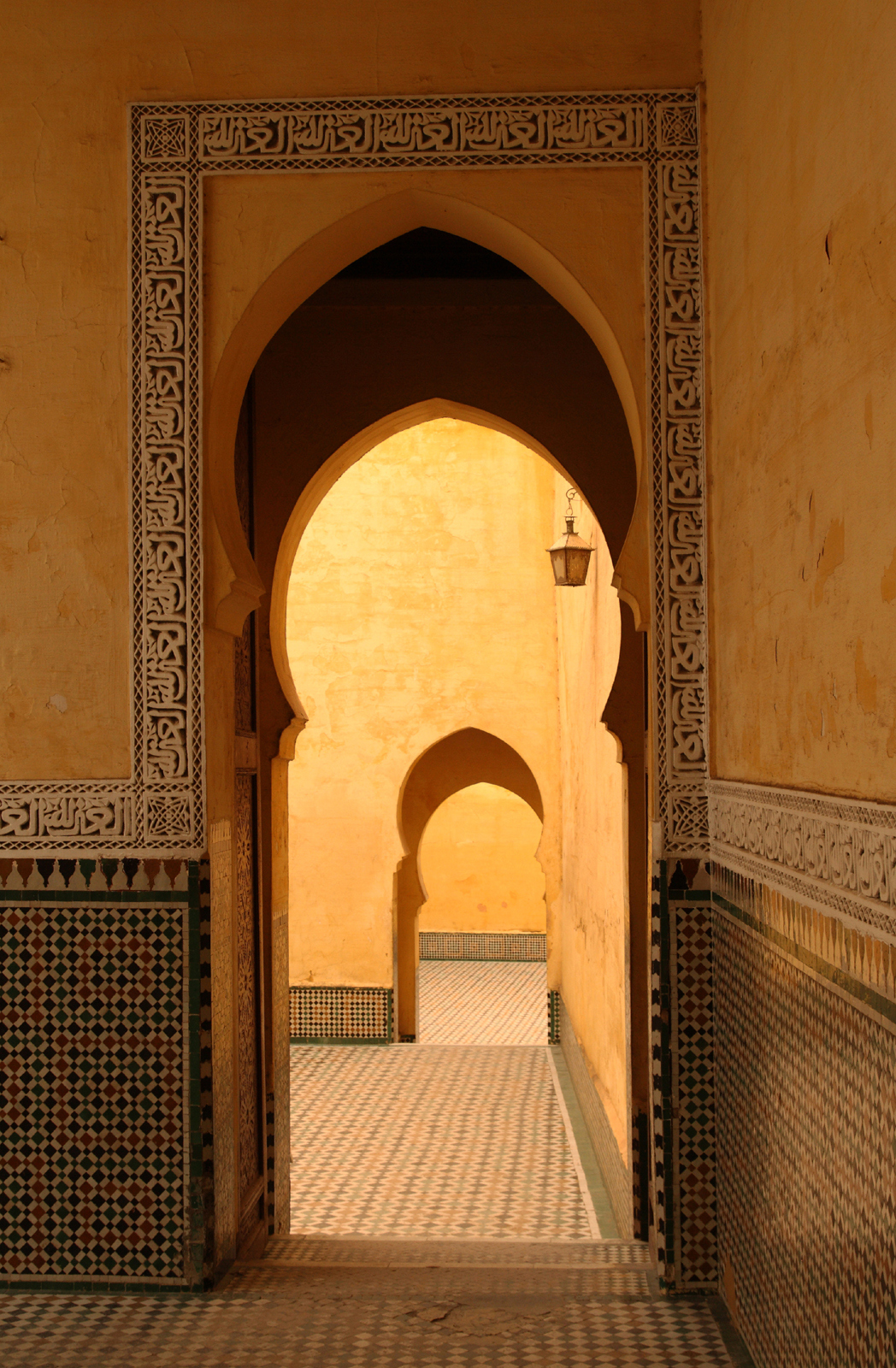
أحد الممرات والقناطر المؤدية إلى الفناء الرئيسي للمجمع الجنائزي
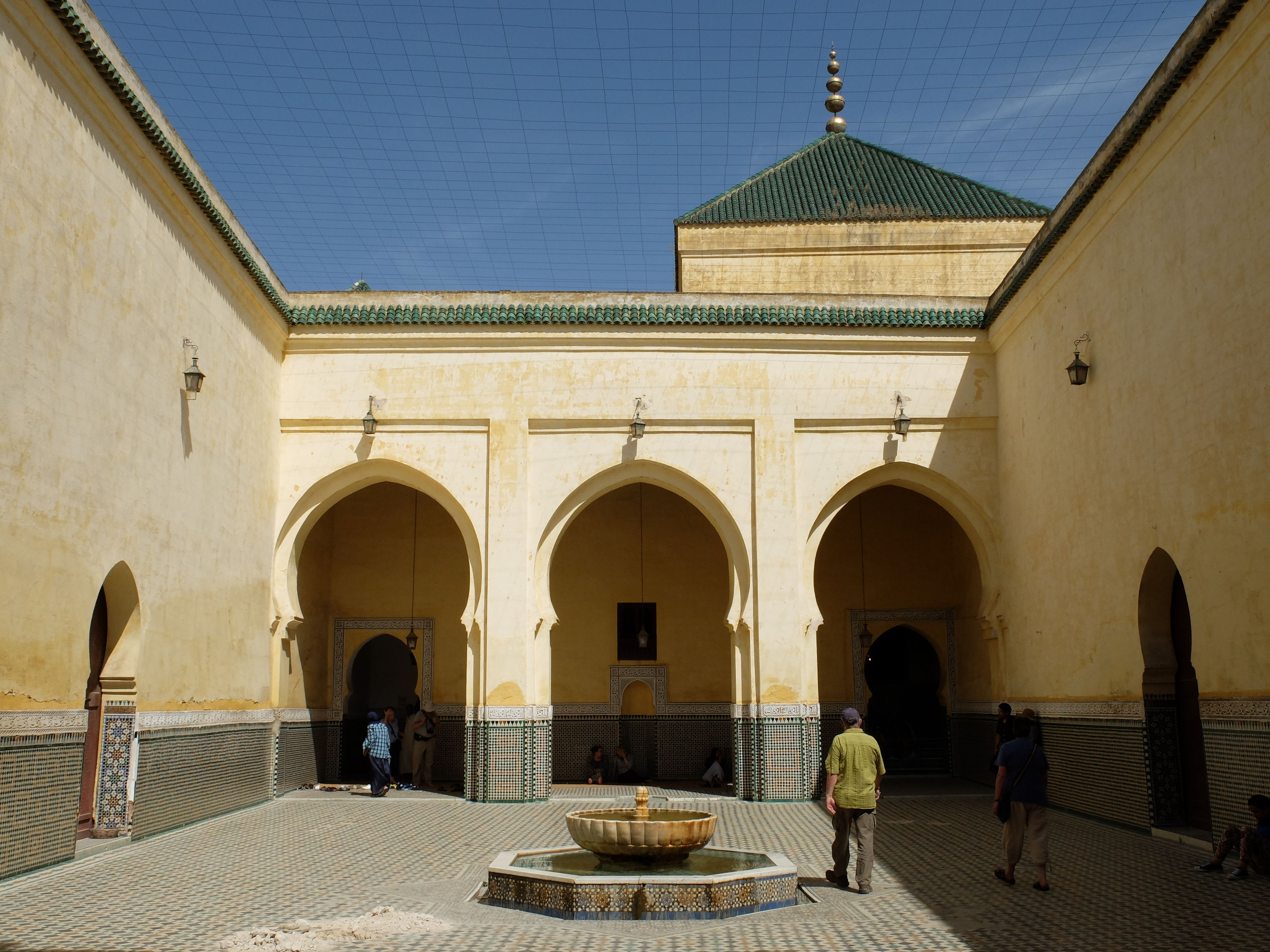
الفناء الرئيسي بجوار الضريح (تظهر قبة حجرة المقبرة في أعلى اليمين)
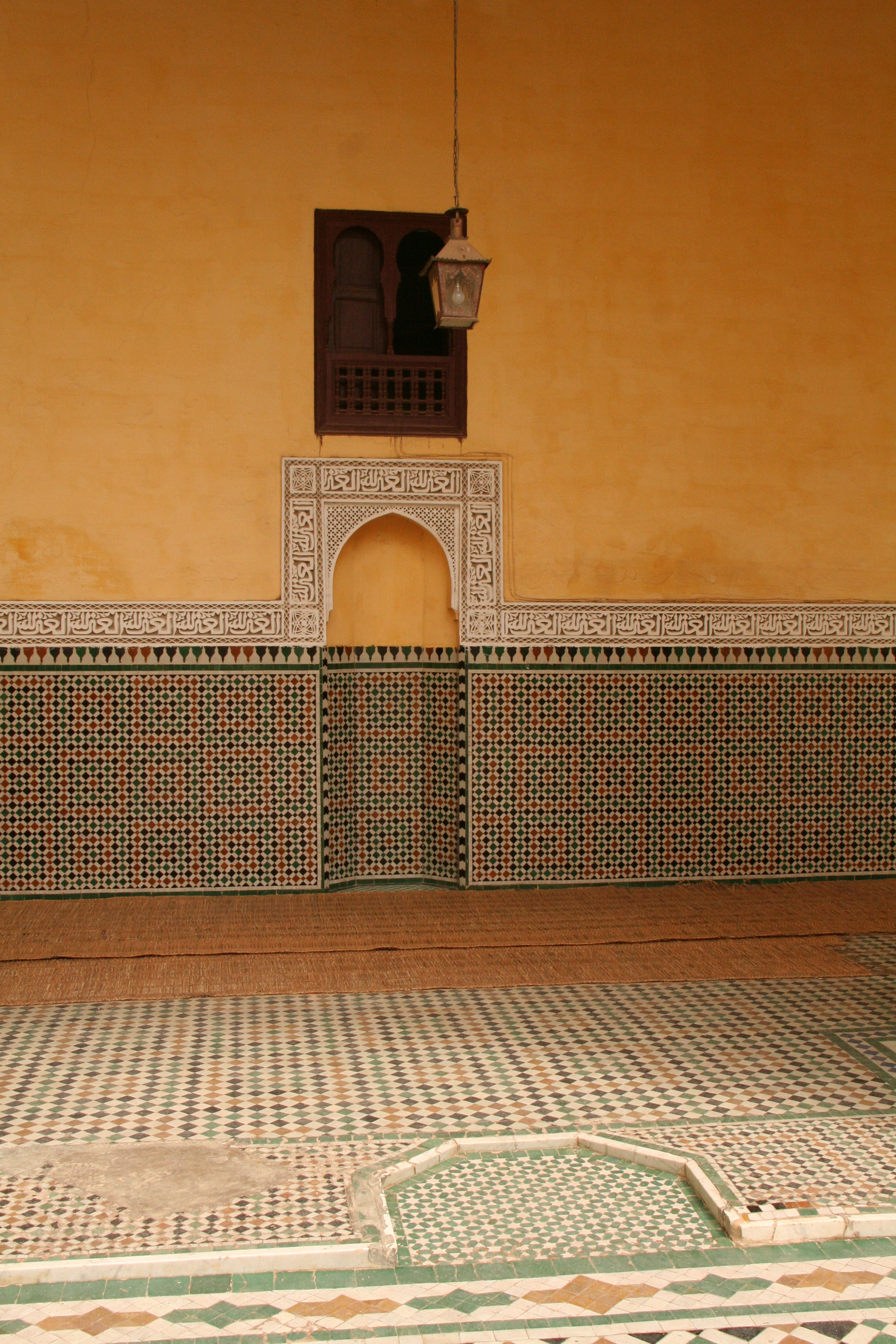
محراب الفناء الرئيسي
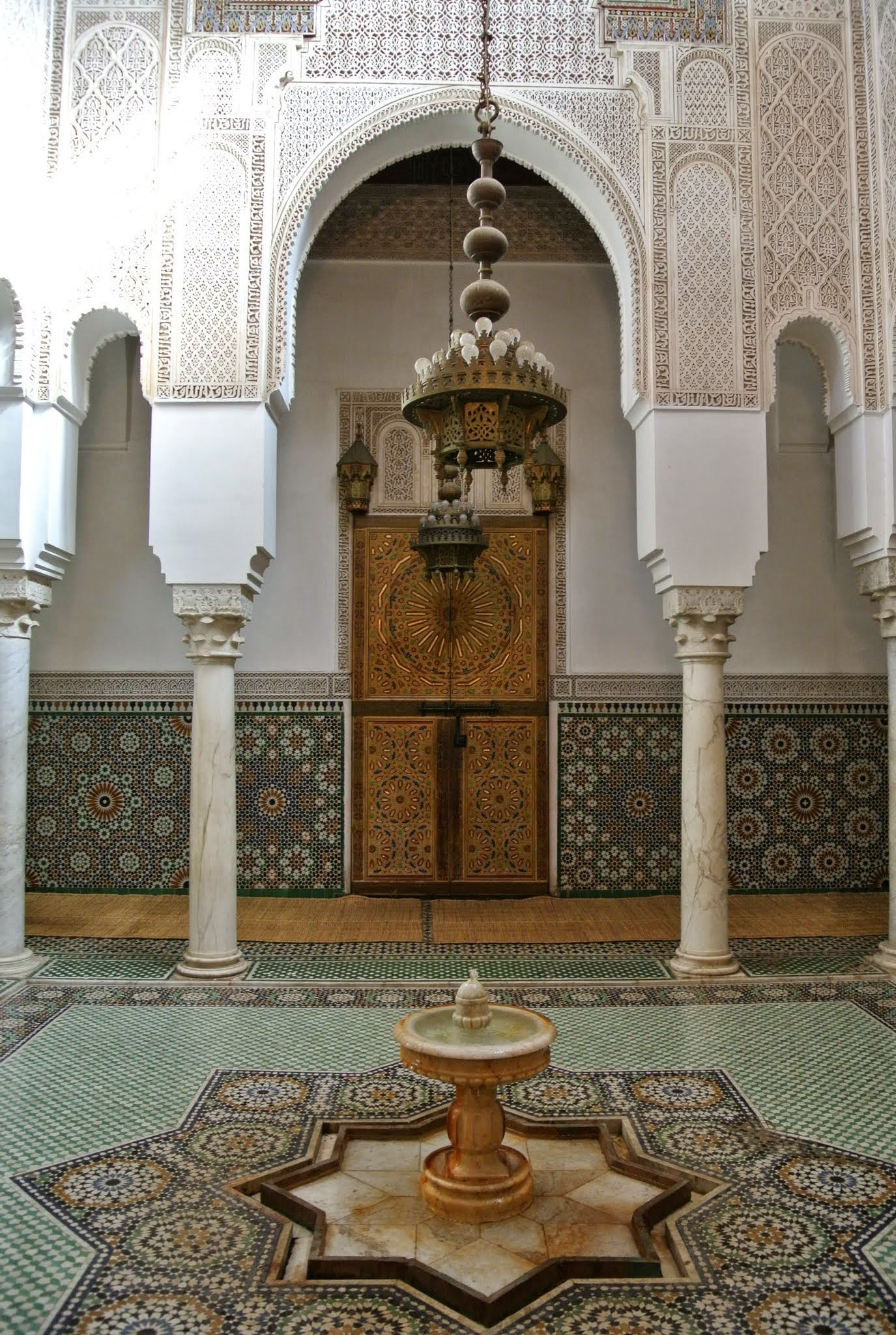
غرفة الفناء الداخلية الواقعة شمال الضريح مع نافورة مركزية وأعمدة رخامية
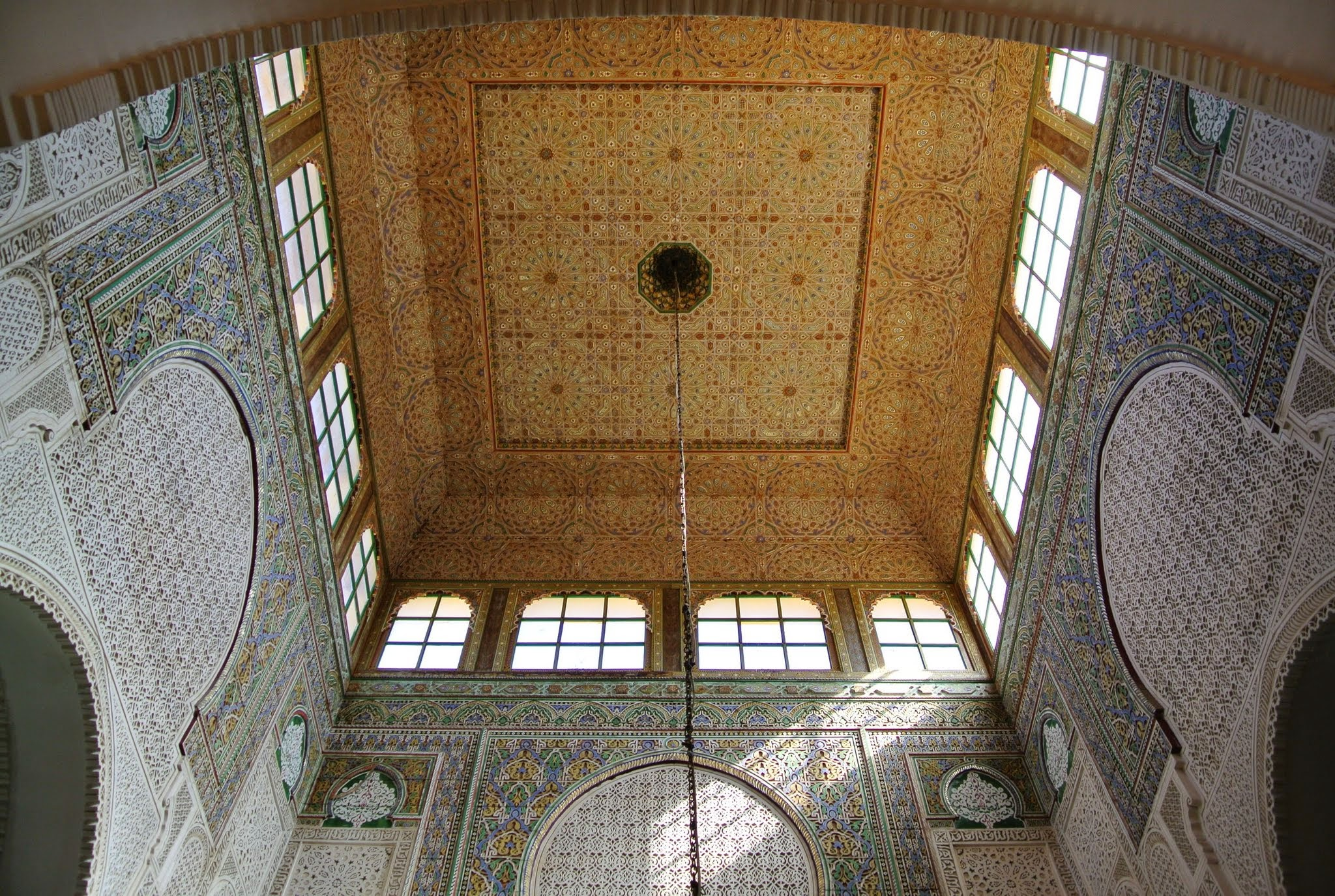
سقف القبة الخشبي وجدران الفناء المنحوتة بالجص
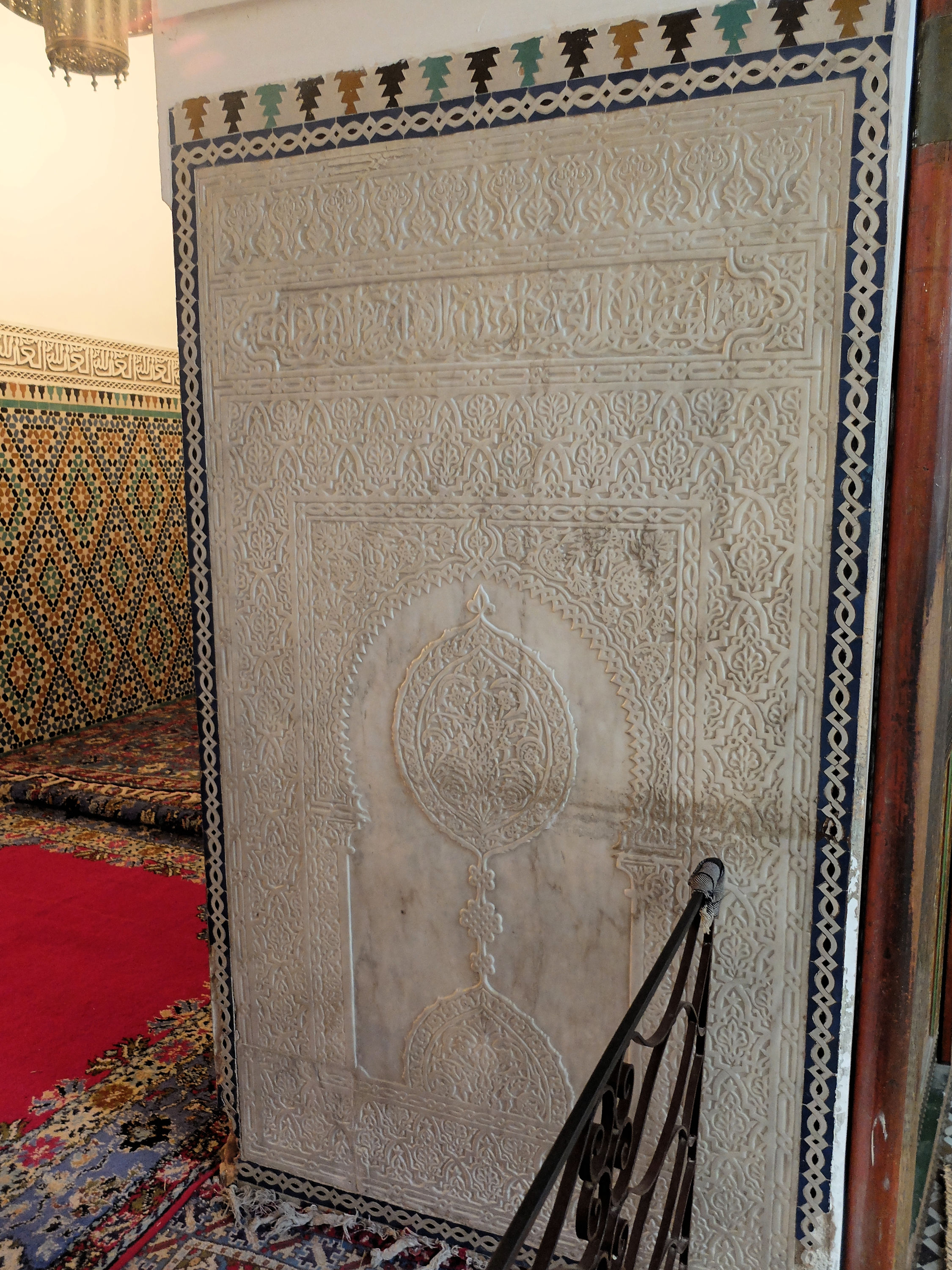
لوحة رخامية منحوتة من عهد السعديين عند مدخل حجرة المقبرة
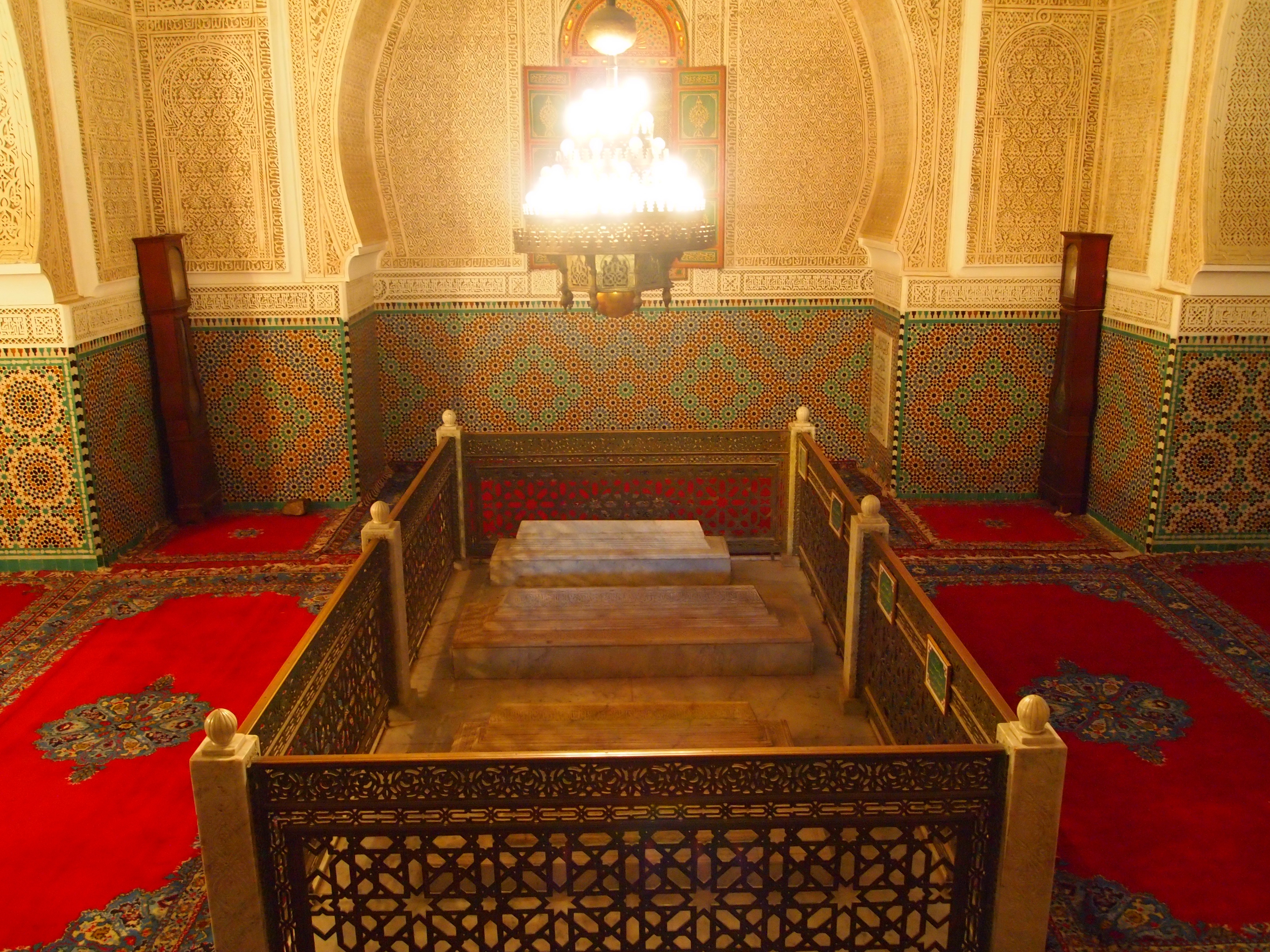
قبر مولاي إسماعيل وأحد أفراد سلالته

### سور دار المخزن
تضمن التسييج الواسع المعروف باسم دار المخزن اليوم مجموعة أخرى من القصور التي بناها مولاي إسماعيل، في وقت متأخر قليلاً عن الدار الكبيرة. وهي تغطي مساحة رباعية كبيرة تبلغ مساحتها حوالي كيلومتر واحد في 500 متر، وتحتوي على ما يقرب من 60 هكتارًا. يفصل السياج عن الدار الكبيرة والمباني الأخرى في الشمال بساحة طويلة (يشغلها الآن طريق حديث) بين جدارين، يعرفان باسم «السراج». بوابة ضخمة طويلة، باب الرئيس («باب القبطان»؛ المعروفة اليوم أيضًا باسم «باب الريح») يفصل السراج عند مفترق طرقه مع الجدار الخارجي للدار كبيرة . والمرفق بدوره مقسم بشكل واضح إلى قسمين رئيسيين. الجزء الغربي الأكبر تشغله حديقة البحريوية، والتي تم استبدالها الآن بملعب غولف حديث يستخدمه الملك. أما الحافة الشمالية لهذا القسم فقد احتلها قصر طويل ولكنه ضيق يعرف باسم «دار المدرسة». القسم الشرقي عبارة عن مزيج من الحدائق وأبنية القصر، والمنطقة الرئيسية فيه هي قصر المحنشة. لا تزال هذه المنطقة الشرقية مستخدمة اليوم باعتبارها دار المخزن الرسمية (القصر الملكي) في مكناس، وهي محظورة على معظم الزوار.

#### دار المدرسة
يتميز قصر دار المدرسة بتصميم أكثر انتظامًا من الدار الكبيرة، ولكن يبدو أيضًا أنه كان قصرًا خاصًا به شقق للسلطان وعائلته، وحمامات، ومسجد أو قاعة صلاة، ومطابخ، وحديقة فناء طويلة.:266 تم الدخول إلى القصر عبر بوابة ضخمة مزخرفة على جانبه الشمالي.< بالإضافة إلى حديقة البحريوية، تم احتلال باقي السور المسور هنا أيضًا بحديقة أخرى تسمى الترانجية ومخزن صغير على طول منتصف جدارها الجنوبي يسمى الهري الصغير.

#### قصر المحنشة

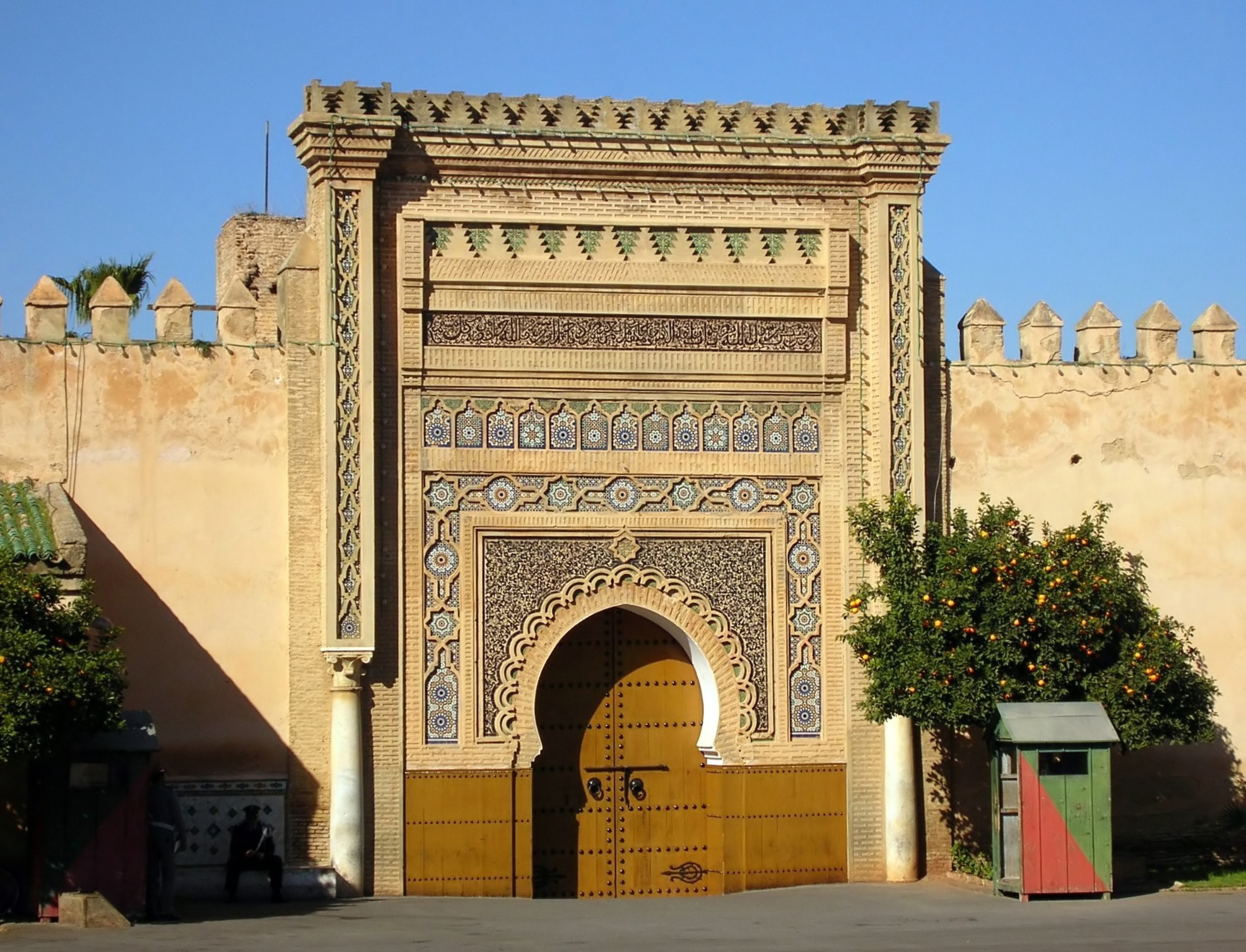
باب المخزن، البوابة الشرقية الرئيسية لقصر المحنشة وسور دار المخزن

كانت منطقة قصر المحنشة أكثر تفصيلاً ولكنها منظمة بطريقة أكثر «عقلانية» أو منتظمة من الدار الكبيرة. تم تقسيمه تقريبًا إلى ثمانية أفنية وحدائق رباعية الأضلاع. تم استخدام القصر في حفلات الاستقبال الرسمية وكذلك الإدارة الإمبراطورية، مع العديد من المكاتب لموظفي المخزن.:267 تم دخول المجمع عبر ما يعرف اليوم بباب المخزن بوابة خارجية إلى الشرق مزينة بالبلاط الملون والزليج. يسبق البوابة مربع كبير مفتوح كان بمثابة مشور آخر، ويمكن الوصول إليه أيضًا عبر باب الناعورة، وهو بوابة قصبة هدراش السابقة.:40, 46-47 كان من الأفنية الرئيسية في الطرف الشرقي للقصر، بالقرب من البوابة، رياض المحنشة، وهو فناء حديقة يحتوي على حوض مائي على شكل متاهة أو أفعوانية أعطت بقية القصر اسمه. (على الرغم من أن الباحثة ماريان باروكان، التي ألفت الدراسة الرئيسية للقصبة، تعارض هذا الأصل؛ حيث ترى أنّ الاسم قد يكون مستوحى من التقسيمات المتعددة للقصر.)
كان الفناء الأول للقصر، عند دخوله من البوابة الشرقية الرئيسية، عبارة عن حشرة بسيطة نسبيًا تحتوي على عدد من السمات البارزة. على الجانب الآخر من البوابة الرئيسية، كان هناك مسجد غير معتاد لوجود تصميم مستوحى بوضوح من المساجد العثمانية (غرفة مقببة محاطة بمئذنة رفيعة) ولكن تفاصيلها وزخارفها مغربية. يعود تاريخه إلى عهد مولاي سليمان بين 1792 و 1822. يوجد بالقرب من مبنى دويرية السبع («بيت الأسد») ، والذي كان في السابق حديقة حيوان خاصة). في هذه المنطقة أيضًا، في الركن الشمالي من الفناء، يوجد ديوان أو خزينة تُعرف باسم دويرية النصر والتي تضم أيضًا قبة النصر، وهو مكتب عمل السلطان مزخرف بالزليج وسقف خشبي مطلي.
كان الفناء التالي إلى الشمال بمثابة محكمة شرف تتمحور حول بركة مربعة كبيرة تغذيها القنوات المائية. الفناء محاط من ثلاث جهات بغرف استقبال وشقق تقع على محاوره المركزية.:267 الأجزاء الأخرى من القصر إلى الغرب تألفت من تسييجات الحدائق. كان أقصى شمال شرق هذه الحدائق أو أقصى شرقها هو «عرصات الرخام»، وهي ساحة رياض مرصوفة بالرخام تُشبه قصر البديع في مراكش، حيث كانت قبة الصويرة على الجانب الغربي منها، وهو جناح مقبب غني بزخارفه على جانبه الغربي يمكن استخدامه في حفلات الاستقبال.:267 على الجانب الجنوبي من القصر، داخل نفس السياج الأكبر ولكن معزولاً عن بقية القصر، كان قصر دار البقر، وهو قصر سابق آخر، وقصبة المراح، التي يُرجح أنها كانت تستخدم لإيواء القوات أو الحراس.

### هري السواني وصهريج السواني

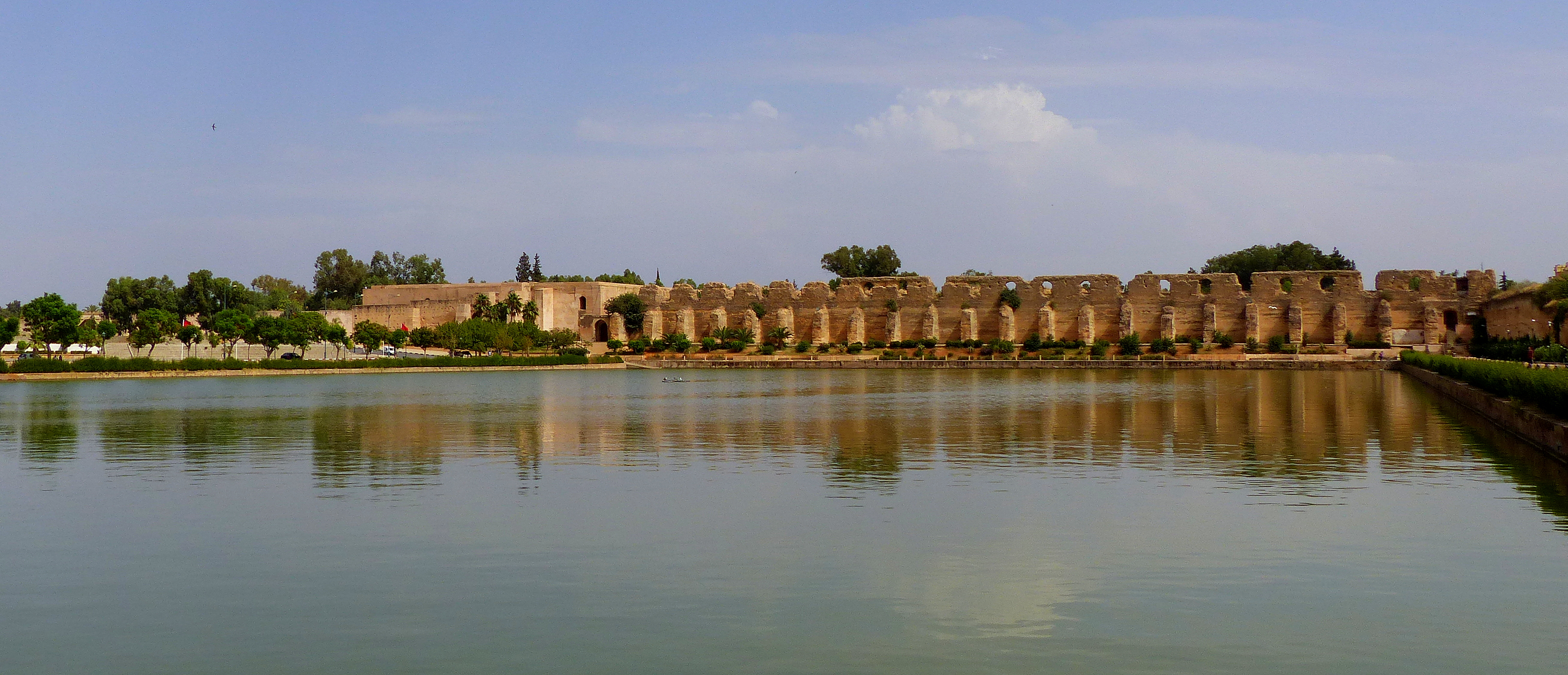
صهريج السواني (حوض مائي)، وعلى مسافة بعيدة، الجدران الخارجية لمنزل هري السواني شبه المدمر (هيكل إمداد المياه ومستودع تخزين الحبوب)

إلى الجنوب الشرقي من قصر دار المخزن كان هناك مجمع كبير هام، ويتألف من ثلاثة عناصر رئيسية. كان الجزء الأول عبارة عن هيكل ضخم يُعرف باسم «بيت النواعير العشر» أو دار الماء. كان يتألف من غرفة مركزية كبيرة محاطة بغرف أصغر حولها، بدورها، كانت عبارة عن ممر مقبب كبير يتيح الوصول إلى 15 غرفة مقببة. تحتوي كل من هذه الغرف المقببة على نظام هيدروليكي ميكانيكي أو نوعي يسحب المياه من بئر عميق يصل إلى طاولة التوليد، عبر سلسلة من الدلاء أو الدلاء المربوطة ببعضها البعض وترفع بواسطة عجلة يجرها حصان. قدم هذا الهيكل بدوره المياه للمدينة الملكية من خلال نظام من الطين النضيج أو القنوات الطينية.
العنصر الثاني للمجمع هو هري السواني، وهي مساحة شاسعة من الصوامع كانت متاخمة للجانب الجنوبي الغربي من بيت النواعير العشر. (يتم أحيانًا تطبيق الاسم أيضًا على كلا المبنيين معًا.) يبلغ قياس هذا المبنى 182 × 104 مترًا، ومقسومًا على 22 صفًا من الأقواس السميكة، كان بينها ممرات مقببة. غالبًا ما يُشار إلى المبنى خطأً باسم «الإسطبلات» أو «الإسطبلات الملكية» لمولاي إسماعيل، لكنه كان في الواقع مستودعًا ضخمًا لتخزين الحبوب يمكنه تخزين الإمدادات لتحمل حصار طويل. تم تسليم الحبوب إلى المبنى عن طريق البغال الذين صعدوا إلى شرفة السطح وأسقطوا الحبوب مباشرة في الثقوب المثقوبة فوق كل ممر مقبب، على الرغم من أن أحد الممرات الداخلية ظل أيضًا خاليًا للتداول الداخلي. اليوم، انهارت الأسقف المقببة واختفت، ولم يتبق سوى الصفوف التي لا نهاية لها من الأقواس التي تعتبر مع ذلك واحدة من أكثر المعالم السياحية إثارة للإعجاب في المدينة.

العنصر الثالث هو حوض مائي شاسع أو بحيرة اصطناعية، سهريج السواني (تسمى أحيانًا حوض أكدال). يبلغ حجم الحوض المستطيل تقريباً 148.75 × 319 مترًا ويبلغ عمقه 1.2 مترًا في المتوسط. على الرغم من أن الحوض كان يستخدم على ما يبدو لقضاء وقت الفراغ من قبل سكان القصر الذين استحموا هنا أو تجولوا في القوارب الصغيرة، يبدو أن الغرض منه كان نفعيًا في المقام الأول ومتكاملًا مع إمدادات المياه في المدينة الملكية. تم تزويده بالمياه من قبل بيت النواعير العشر المجاور على جانبه الجنوبي الشرقي. في هذا الصدد، كان يشبه الحوض المائي في حدائق المنارة في مراكش. ربما بسبب أهميتها، كانت محاطة بسور دفاعي يبلغ سمكه مترين، ولم يبق منه سوى جزء صغير في الجنوب الغربي (يفصله عن حي بني محمد خلفه).

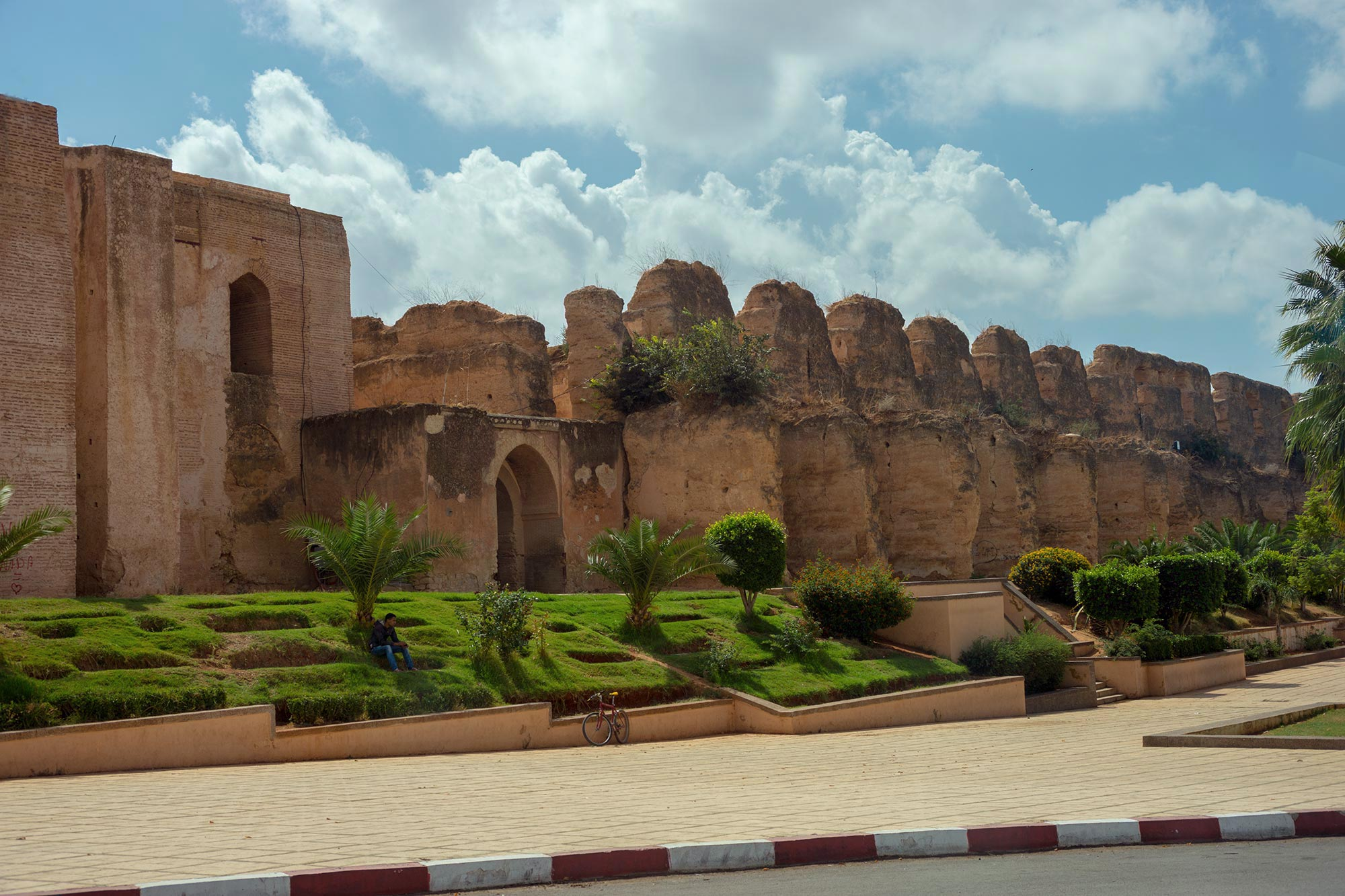
الأسوار الخارجية لهري السواني
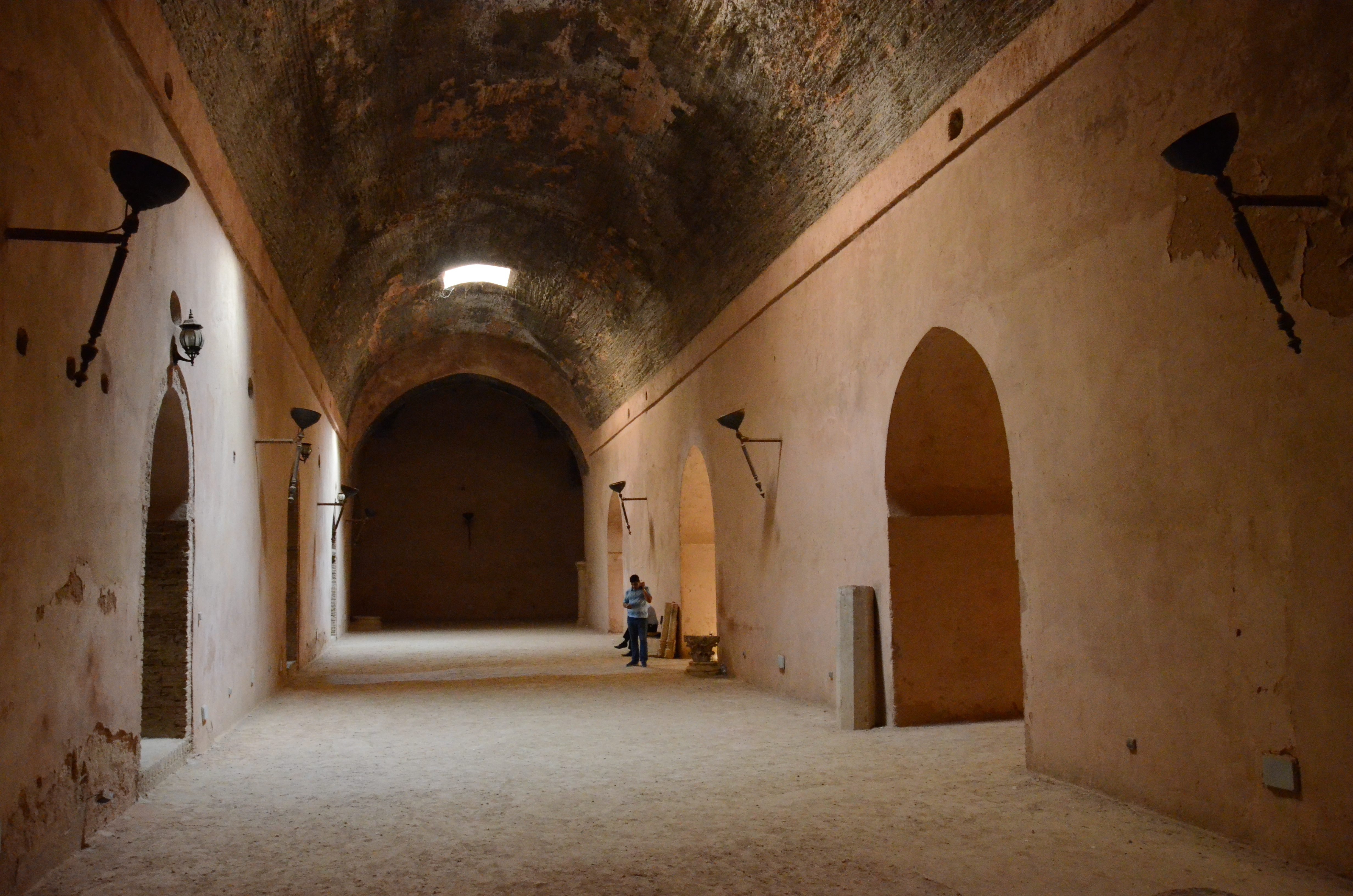
ممر مقبب في بيت النواعير العشر (دار الماء).
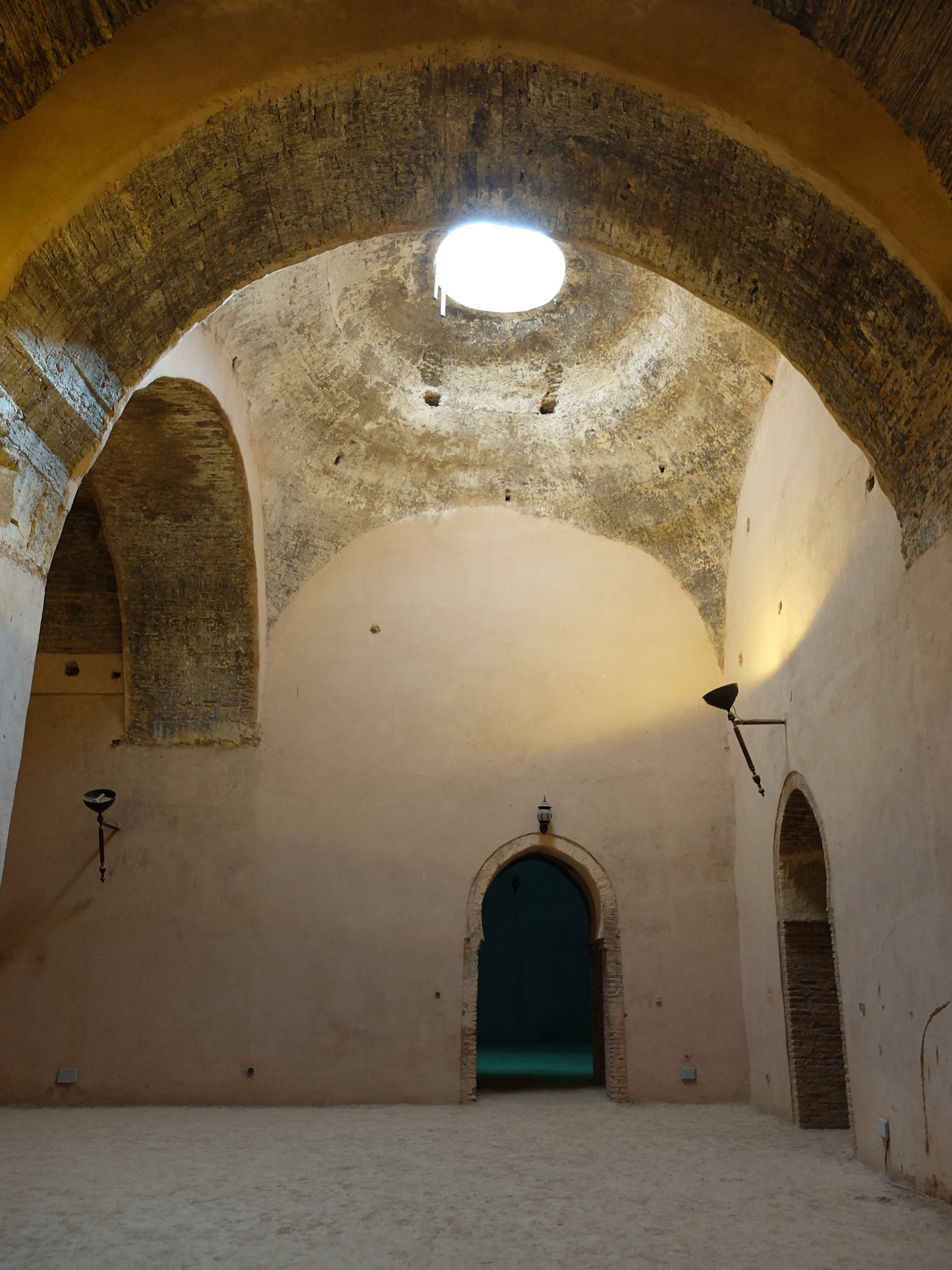
ممر مقبب في بيت النواعير العشر (دار الماء).
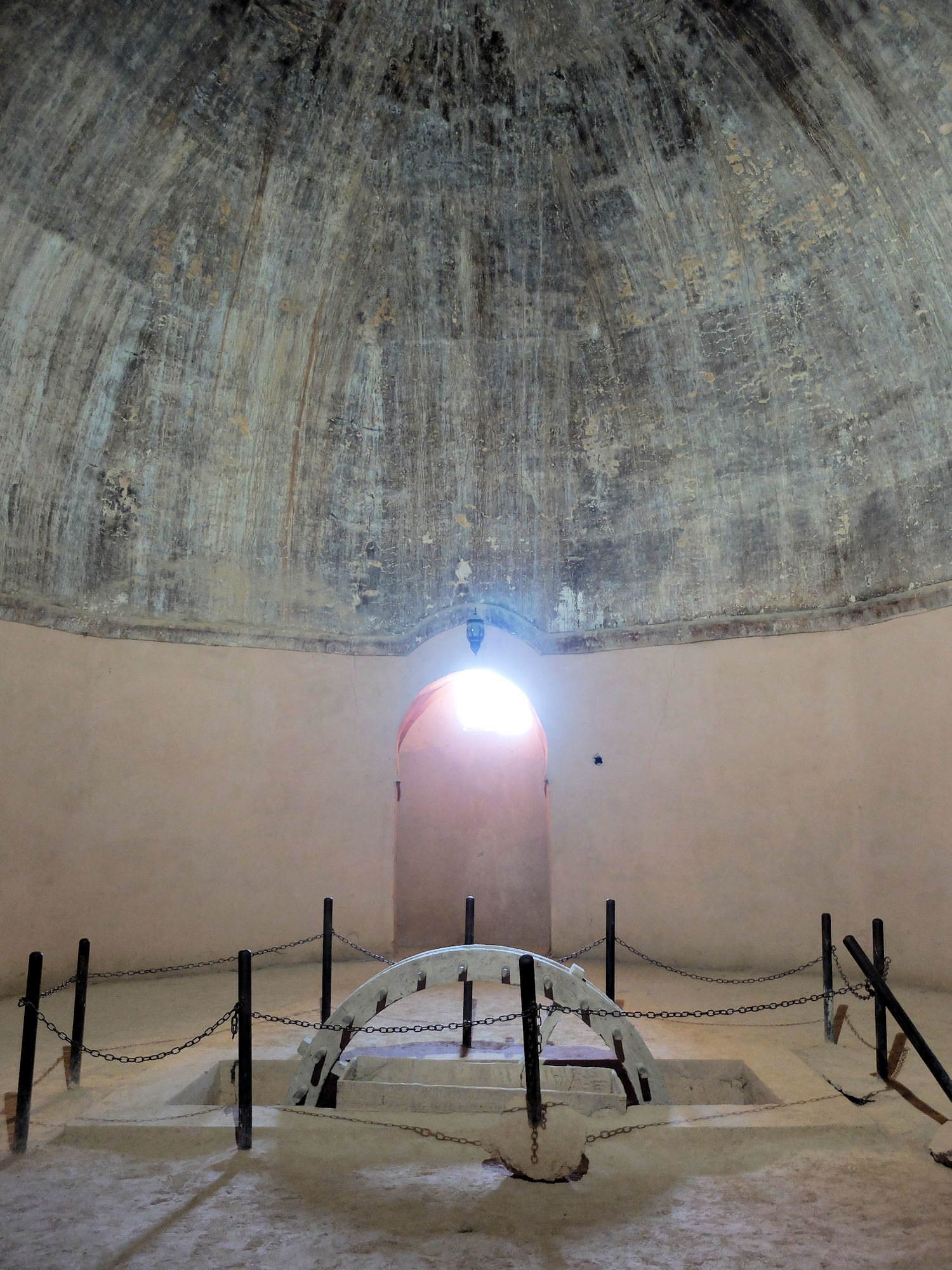
غرفة مقببة مع نواعير في بيت النواعير العشر
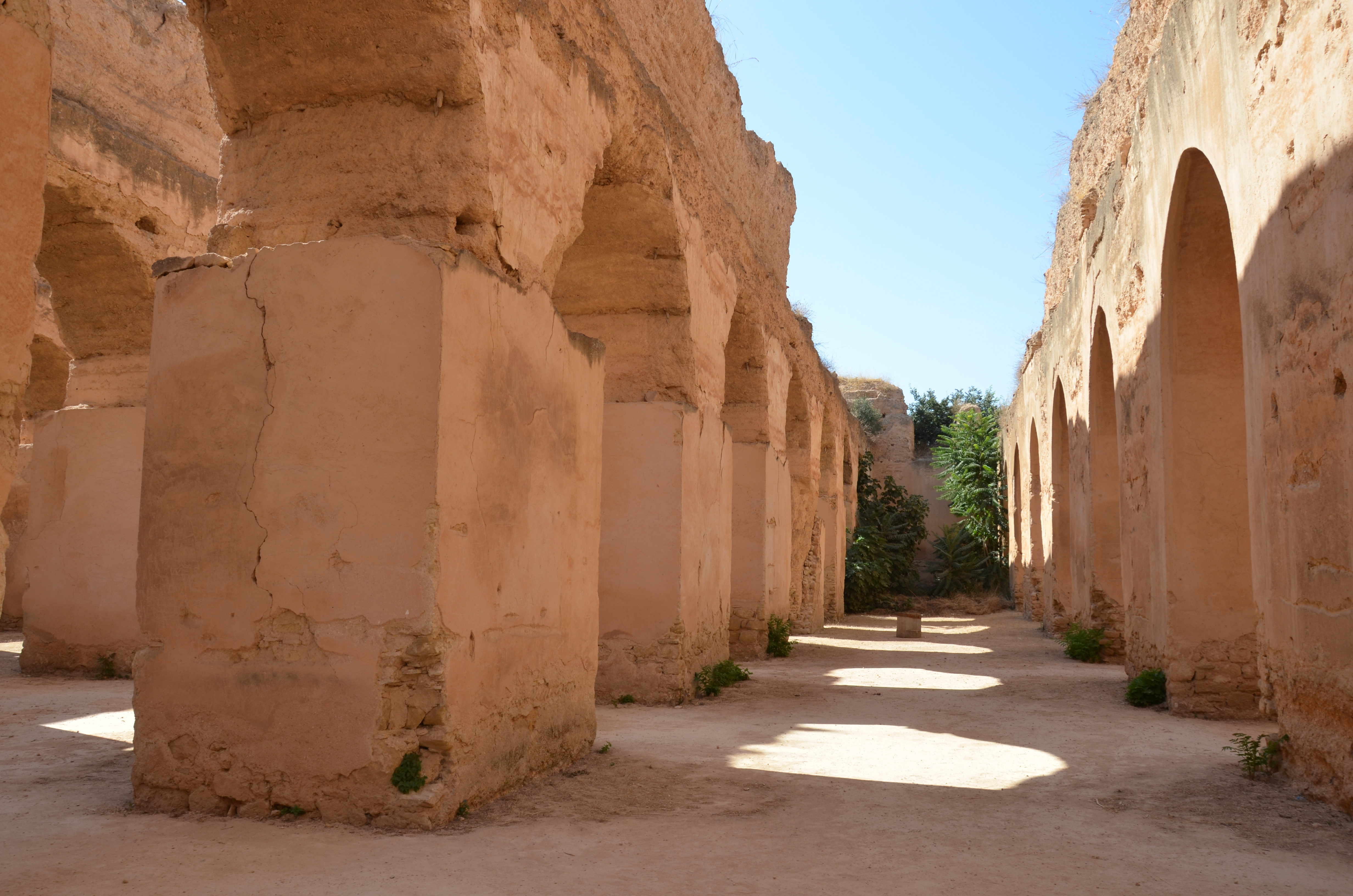
الممرات بين أقواس مخزن الحبوب في هري السواني
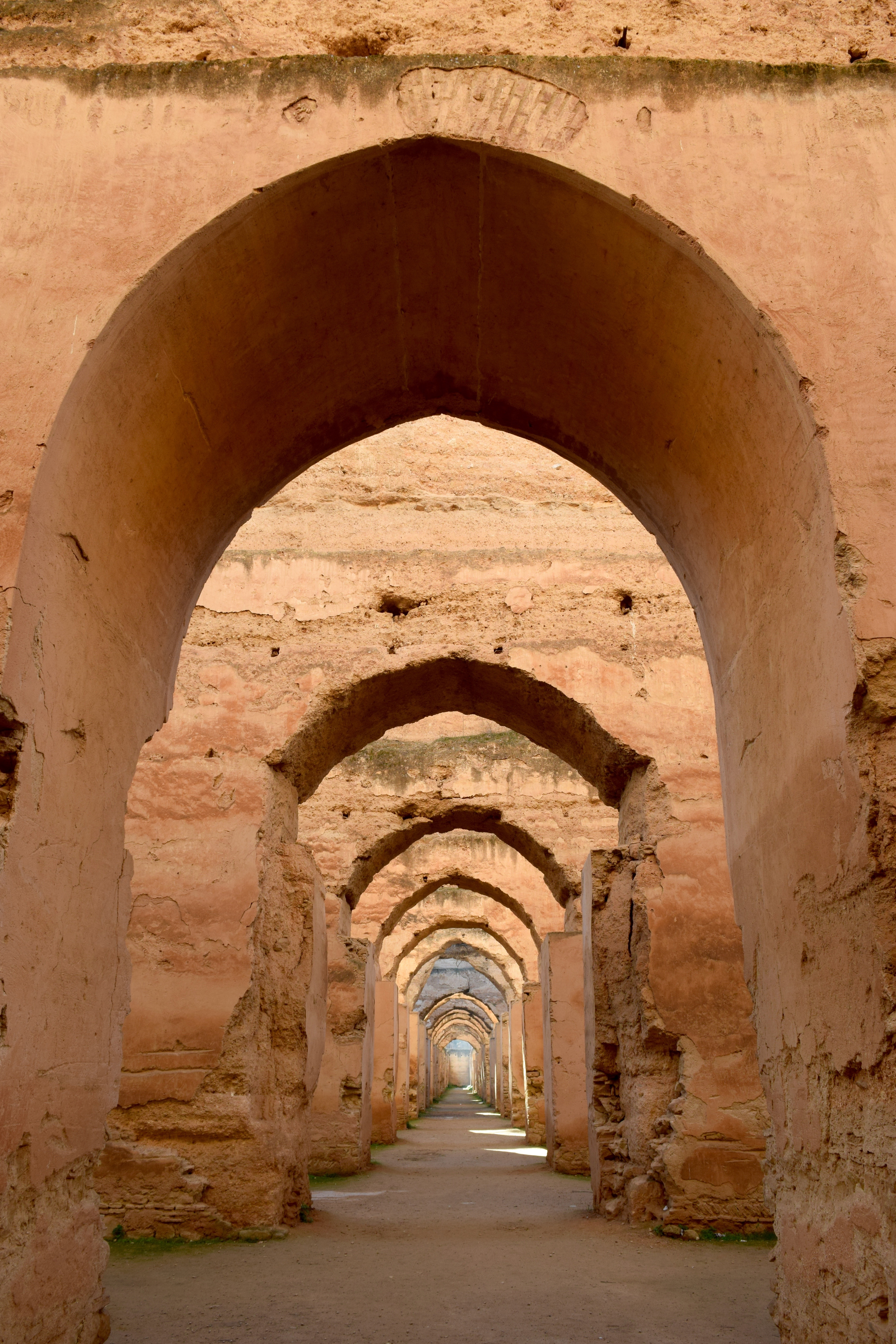
أقواس مخزن الحبوب في هري السواني
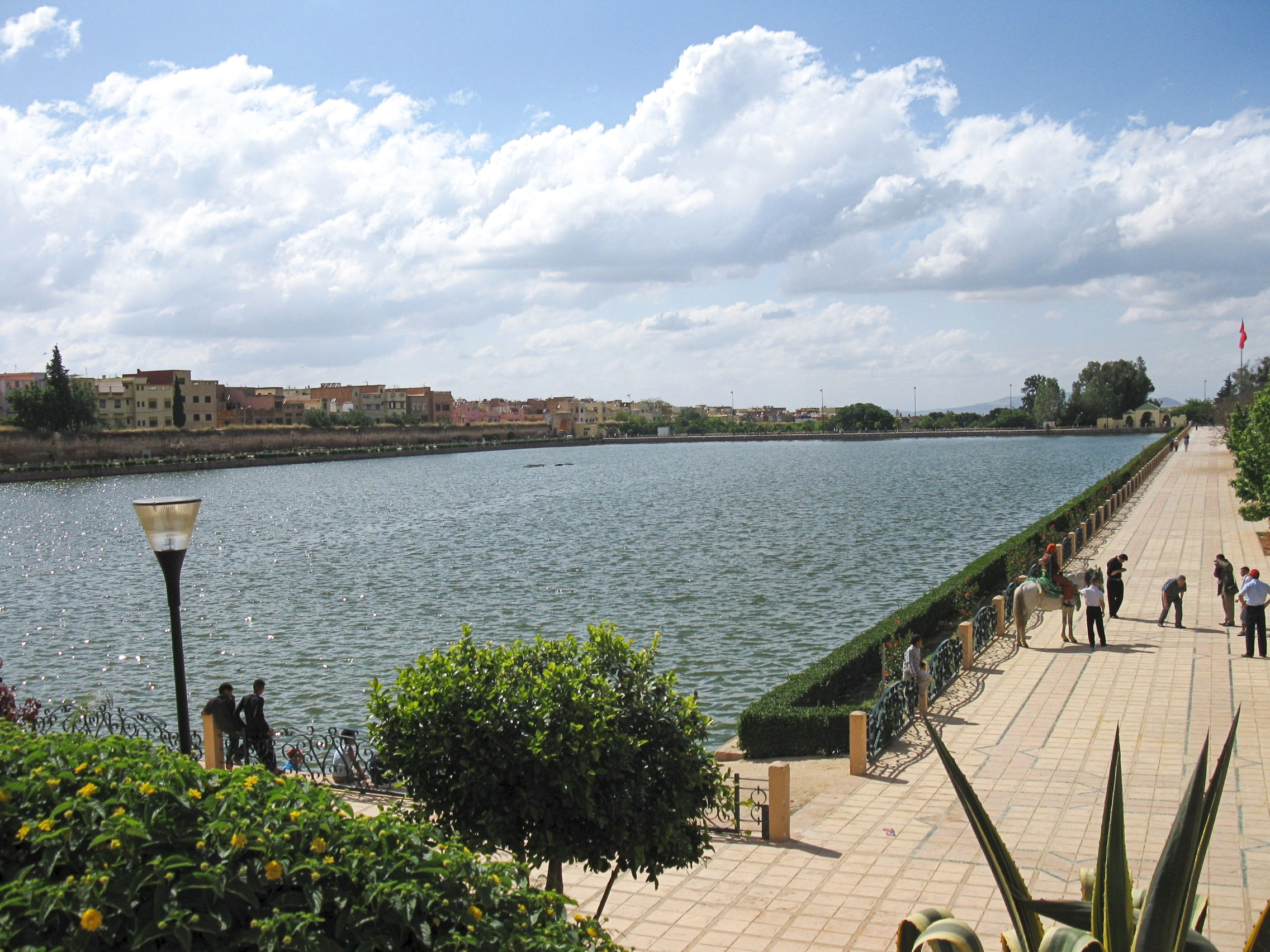
صهرج السواني (حوض مائي) بجوار هري السواني

### الهياكل والمناطق النائية
تحتل القصبة مساحة شاسعة خارج القصور الرئيسية، حيث كان معظمها مليئًا بحدائق واسعة (أكدال) أو ساحات تدريب أو مساكن للقوات. الكثير من المنطقة اليوم هي موطن لأحياء حديثة.

#### قصبة هدراش
إلى الشرق من دار المخزن، تحتل منطقة طويلة وغير منتظمة الشكل على طول الحافة الشمالية الشرقية الخارجية للمدينة الملكية، توجد قصبة هدراش. كان يسكنها الجنود وخدم القصر. كان لها وصول مباشر إلى المِشور الشرقي للقصور (الساحة الواقعة أمام باب المخزن) عبر بوابتين تعرفان معًا باسم باب الناعورة. كان للقصبة أيضًا وظيفة ثانوية تتمثل في توفير خط دفاع إضافي للقصور على طول هذا الجزء من المحيط، حيث كان المشور هنا أكثر حماية من الخارج من الأجزاء الأخرى من المحيط.:41

#### قصبة بني محمد
كانت قصبة بني محمد منطقة محددة بشكل غامض إلى الجنوب والجنوب الغربي من المدينة الملكية، بالقرب من هري السواني وهري المنصور، والتي تم تسليمها إلى قبيلة بني محمد، إحدى قبائل الڭيش التابعة للسلطان. اليوم هي منطقة سكنية. منطقة قريبة من هنا احتلت أيضًا بمجموعة من الحدائق، جنان السواني، التي تم تحديد موقعها أيضًا بشكل غامض ولكنها تضمنت واحدة من العديد من حدائق المدينة الملكية.:46

#### هري المنصور
بين عامي 1721 و 1725 بنى مولاي إسماعيل قصرًا آخر في أقصى جنوب القصبة، وهو أحد المباني الأخيرة في عهده. يُعرف باسم هري المنصور («مخزن الحبوب / صومعة النصر») أو أيضًا باسم دار المنصور أو قصر المنصور («قصر النصر»). يتكون من مبنى ضخم يبدو أنه كان بمثابة قصر وقلعة ومخزن للحبوب أو مستودع. تم شغل الطابق السفلي من قبل غرف التخزين بينما يضم الطابق العلوي غرف استقبال للقصر مع إطلالات على الحدائق القريبة. توجد قاعة كبيرة مثمنة الأضلاع في وسط المبنى.:396

#### الإسطبلات الملكية
بجانب هري المنصور كانت هناك إسطبلات ملكية واسعة لمولاي إسماعيل (غالبًا ما يُساء تعريفها مع هري السواني إلى الشمال). إسطبلات تتألف من اثنين من الأروقة (الصفوف من الأقواس) التي تحتوي على أكشاك خيول تمتد بشكل مواز لحوالي 1200 متر. في المنتصف، وبينهما ومفتوحان على السماء، كانت هناك قناة مائية تزود الإسطبلات والخيول بالماء. يمكن أن تستوعب الإسطبلات ما يصل إلى 12000 حصان. لم يبقَ اليوم أي شيء تقريبًا من هذه الإسطبلات، ولكن تم وصفها كتابيًا من قبل المراقبين المعاصرين مثل (Père Busnot)، الذي وصفها بأنها واحدة من أكثر العناصر إثارة للإعجاب في مدينة القصر.:396–397

#### مسجد الأروى
يقع مسجد الأروى إلى الشمال الغربي قليلاً من حي المنصور وقد بني بأمر من السلطان محمد بن عبد الله (حكم بين 1757 و 1790). وهو أكبر مسجد في مكناس ويغطي مساحته 4930 مترًا مربعًا. يتكون المسجد من صحن مربع كبير (الصحن) قياس 53 متر لكل جانب، وقاعة الصلاة إلى الجنوب الشرقي مقسمة إلى 4 بلاطات عرضية من ثلاثة صفوف من الأقواس حدوة حصان الداخلية.:391 في منتصف الفناء حوض مائي كبير ونافورة، بينما في الزاوية الشمالية توجد المئذنة. للمسجد ثلاثة مداخل مرتبة بشكل متناظر على المحاور المركزية للصحن. على الجانب الشمالي الشرقي للمسجد فناء طويل مثلثي يحتوي على مدرسة. كانت المدرسة بها حجرات نوم للطلاب وقاعة صلاة مربعة صغيرة خاصة بها في نهايتها الشرقية. بصرف النظر عن المحراب، يحتوي المسجد على القليل جدًا من الزخارف، وربما كان انعكاسًا لتأثر السلطان بالدعوة الوهابية في حياته اللاحقة.:148 تمثل النسب الأكبر للصحن مقارنة بقاعة الصلاة وعدم وجود معرض محيط بها خطوة في تطور المساجد الجديدة خلال الفترة العلوية وقد تعكس تأثير مهندس معماري غير مغربي.

#### الدار البيضاء

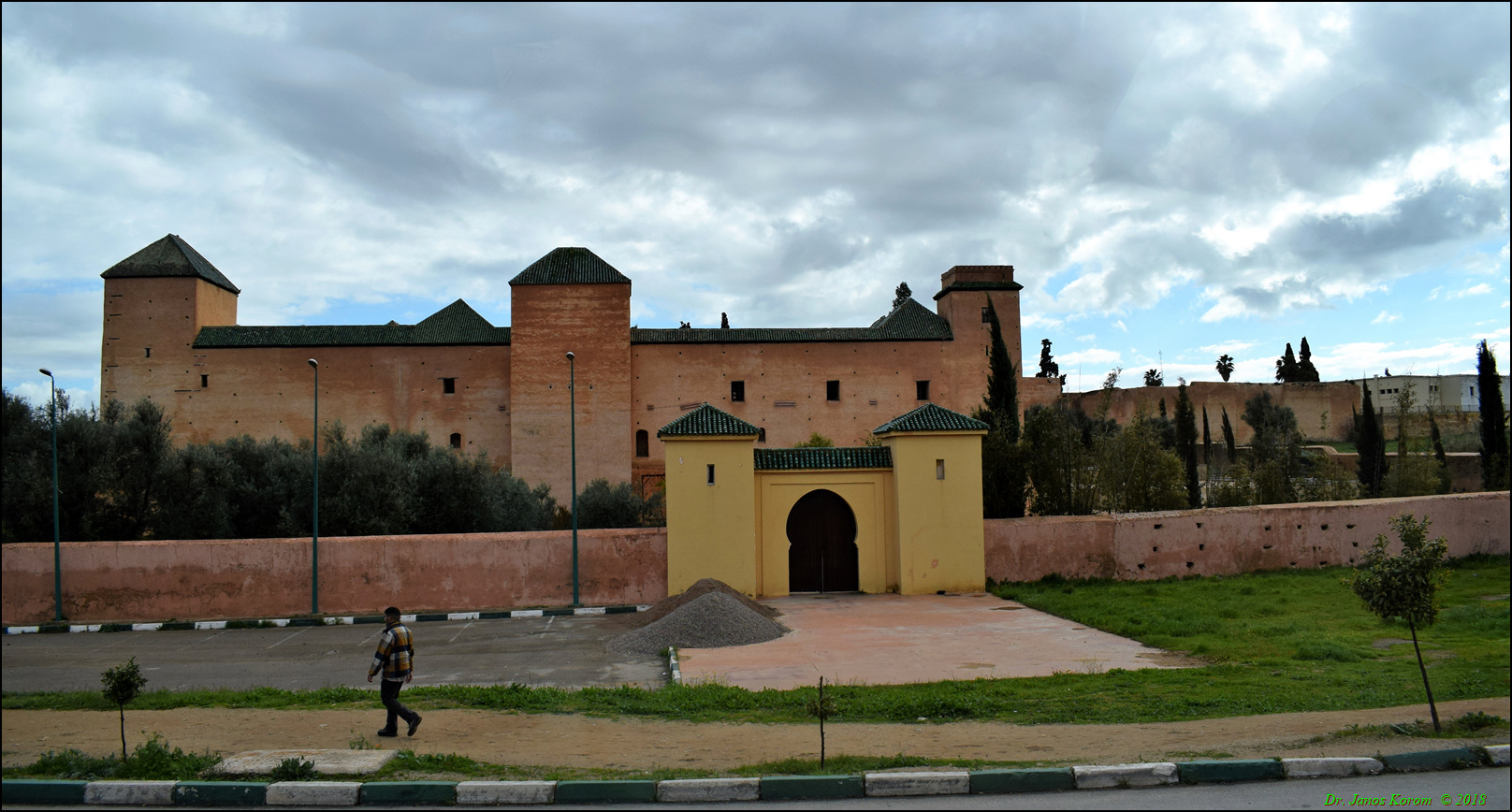
خارج قصر الدار البيضاء، وهو الآن جزء من الأكاديمية الملكية العسكرية

بنى السلطان محمد بن عبد الله أيضا قصرًا جديدًا إلى الجنوب، بين هري السواني وحي المنصور المعروف باسم الدار البيضاء. ربما كان القصر مستوحى من قصر يحمل الاسم نفسه بناه محمد بن عبد الله في حدائق أكدال في مراكش. مهندسها هو أحمد الإنجليزي، الذي عمل في العديد من المشاريع الأخرى في جميع أنحاء المغرب. استغرق البناء حوالي 15 عامًا. كان للقصر مخطط أرضي مستطيل وجدران خارجية سميكة مع أبراج مربعة في أركانه. كان الداخل يسيطر عليه فناء كبير مستطيل وفناء أصغر مستطيل الشكل على جانبه الجنوبي الغربي. كانت حول هذه الغرف وصالات العرض المختلفة، بما في ذلك جناح الجمهور الرئيسي حيث كان السلطان يمكن أن يستقبل الضيوف.:148 يقع وسط حدائق القصبة الجنوبية، وتم تحويله لاحقًا إلى أكاديمية عسكرية (الأكاديمية الملكية العسكرية) ورافقه ساحات تدريب مفتوحة للجيش. وهي مكانة تحتفظ بها اليوم.:114